# Ontstaansgeschiedenis van het Wilhelminakanaal

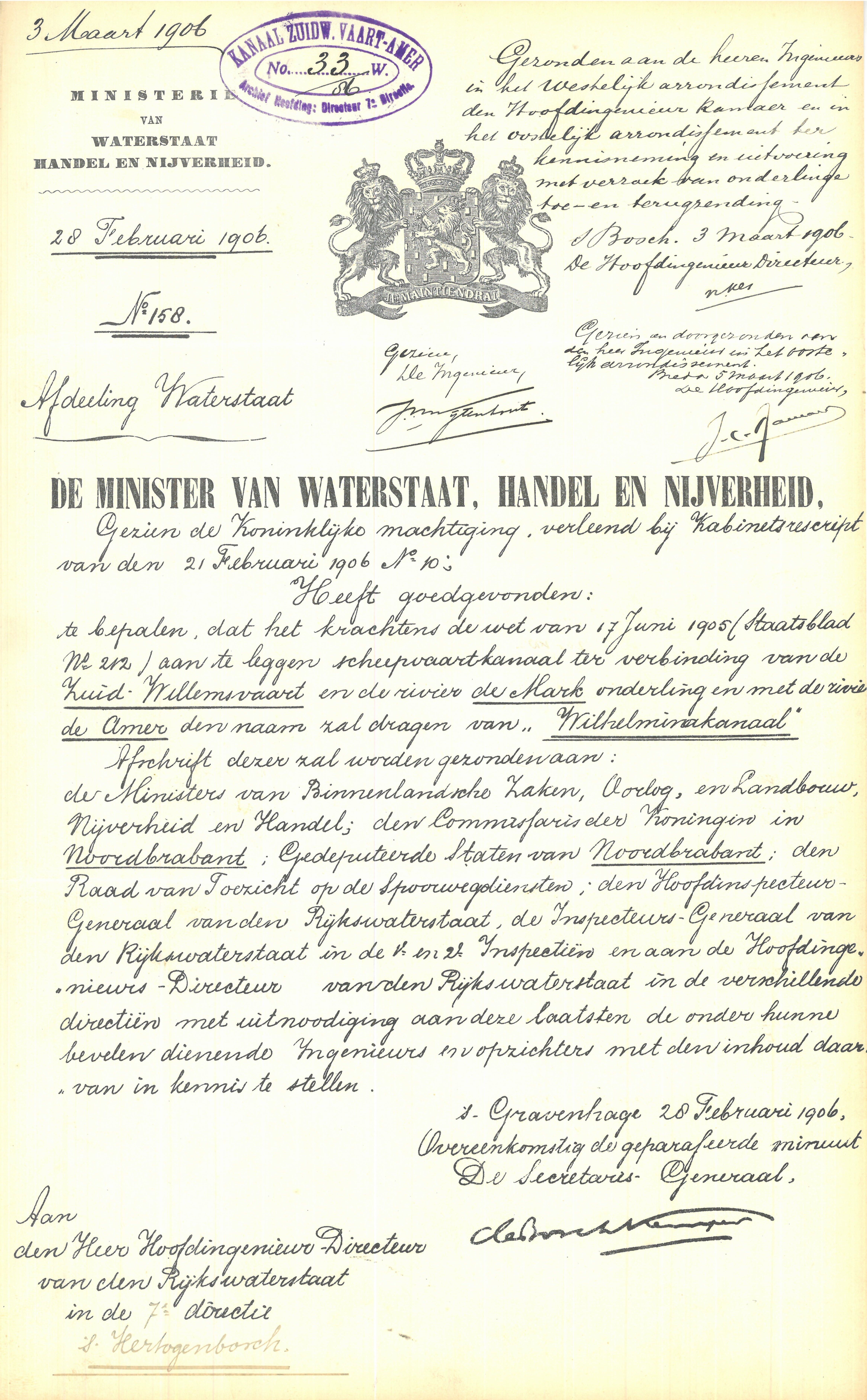
De minister van Waterstaat Handel en Nijverheid maakt bekend dat hij met koninklijke machtiging heeft bepaald dat het kanaal de naam 'Wilhelminakanaal' zal dragen.

De ontstaansgeschiedenis van het Wilhelminakanaal beschrijft hoe de waterwegen Wilhelminakanaal en Markkanaal tot stand zijn gekomen. Een belangrijke rol in dat proces speelde Tilburg, dat vanaf het eind van de achttiende eeuw ijverde voor de aanleg van een waterverbinding met Dordrecht en Rotterdam. Het gemeentebestuur werkte daarbij nauw samen met de lokale Kamer van Koophandel. Beide instanties waren ervan overtuigd dat de aanleg van een kanaal nodig was om de lokale economie voldoende te kunnen stimuleren.
In de eerste helft van de negentiende eeuw steunden opeenvolgende koningen het Tilburgse streven, echter zonder resultaat. In het midden van die eeuw ontplooiden meerdere particulieren het initiatief om een kanaal naar Tilburg te realiseren, maar ook zij bleven zonder resultaat.
Na 1870 werd het kanaal onderwerp van overheidsplannen. Technische en financiële problemen zaten succes in de weg. Daarnaast werd besluitvorming geblokkeerd door voortdurend terugkerende discussies over de vraag wie verantwoordelijk was voor de aanleg en het onderhoud, de provincie of het Rijk. Het duurde tot 1905 voordat de Wet op het Wilhelminakanaal afgekondigd werd.
In 1910 begon de daadwerkelijke aanleg van het kanaal, die vaak vertraging ondervond ten gevolge van de Eerste Wereldoorlog. Eerst werd het gedeelte van de Amer en de Mark naar Tilburg aangelegd. Die stad werd in 1919 over het kanaal bereikbaar, wat feestelijk werd gevierd. Aan het tweede traject, van de Zuid-Willemsvaart naar Tilburg, werd begonnen in 1917. De openstelling van het kanaal vond plaats in 1923.

## Voorgeschiedenis
Tilburg was medio achttiende eeuw een belangrijk centrum van wolindustrie. De stad was in die tijd slecht bereikbaar. Vervoer vond plaats met paard en wagen over vaak slecht begaanbare zandwegen van en naar de havens van Breda, 's-Hertogenbosch en Antwerpen, of nabijgelegen kleinere havens in Oosterhout en Waalwijk. De slechte bereikbaarheid vormde een belemmering voor de groei van de wolindustrie en betekende ook dat het onbetaalbaar was om meststoffen aan te voeren waaraan grote behoefte bestond. Gesteund door de plaatselijke Kamer van Koophandel streefde het stadsbestuur van Tilburg naar de aanleg van een scheepvaartverbinding die zou leiden tot goedkoper vervoer van Tilburgse producten naar binnen- en buitenlandse afnemers, tot goedkopere aanvoer van ruwe wol en steenkool, en tot een betaalbare aanvoer van meststoffen waarmee ontginning van uitgebreide gebieden mogelijk zou worden.
De inspanningen van Tilburg leken aan het eind van de achttiende eeuw succesvol, zoals blijkt uit de oudste vermelding van plannen voor een kanaal bij Tilburg. In een almanak uit 1794 staat te lezen: Tilburg kreicht een voart want in de hijden aan de Sandtweg naar Breda, ter plaatse de Warand, staan groote zware bessems het onderstboven (Tilburg krijgt een kanaal want in de heide langs de zandweg naar Breda, ter hoogte van de Warande, staan grote zware bezems ondersteboven in de grond). Tijdens de Franse veldtocht in de Nederlanden sloegen Franse troepen in 1794 hun kamp op ten westen van de Warande, op de plaats waar de haven zou komen, in afwachting van de verovering van heel Nederland. In de daarop volgende politieke ontwikkelingen sneuvelde het kanaalplan.

## 1809-1849: koninklijke plannen
Koning Lodewijk Napoleon deed tijdens zijn bezoek aan Tilburg op 17 april 1809 de toezegging aan burgemeester M.C. van Dooren dat hij de mogelijkheid van een kanaal zou laten onderzoeken, maar na zijn aftreden in 1810 vond deze belofte geen vervolg.
Een volgende toezegging kwam van koning Willem I die de stad bezocht op 29 juni 1829. Enkele weken later gaf hij opdracht om een waterweg te ontwerpen die Tilburg verbond met 's Gravenmoer. De Belgische Revolutie van 1830 betekende het einde voor dit plan. 
Een derde kans dacht de stad te krijgen van koning Willem II, die in de buurt van Tilburg veel woeste gronden bezat, graag in de stad verbleef en er een paleis liet bouwen. Hij gaf in 1847 opdracht aan genieofficier ir. J.E. Duijvené om een plan te ontwerpen voor een kanaal van Tilburg naar het bevaarbare deel van de Donge. In februari 1848 werd begonnen met de aanleg. Als gevolg van de politieke ontwikkelingen – die de koning deden vrezen voor zijn troon – werd het werk korte tijd later stilgelegd. Tijdens een bezoek in maart 1849 aan Tilburg overleed de koning. De werkzaamheden werden niet hervat.

## 1850-1869: particulier initiatief

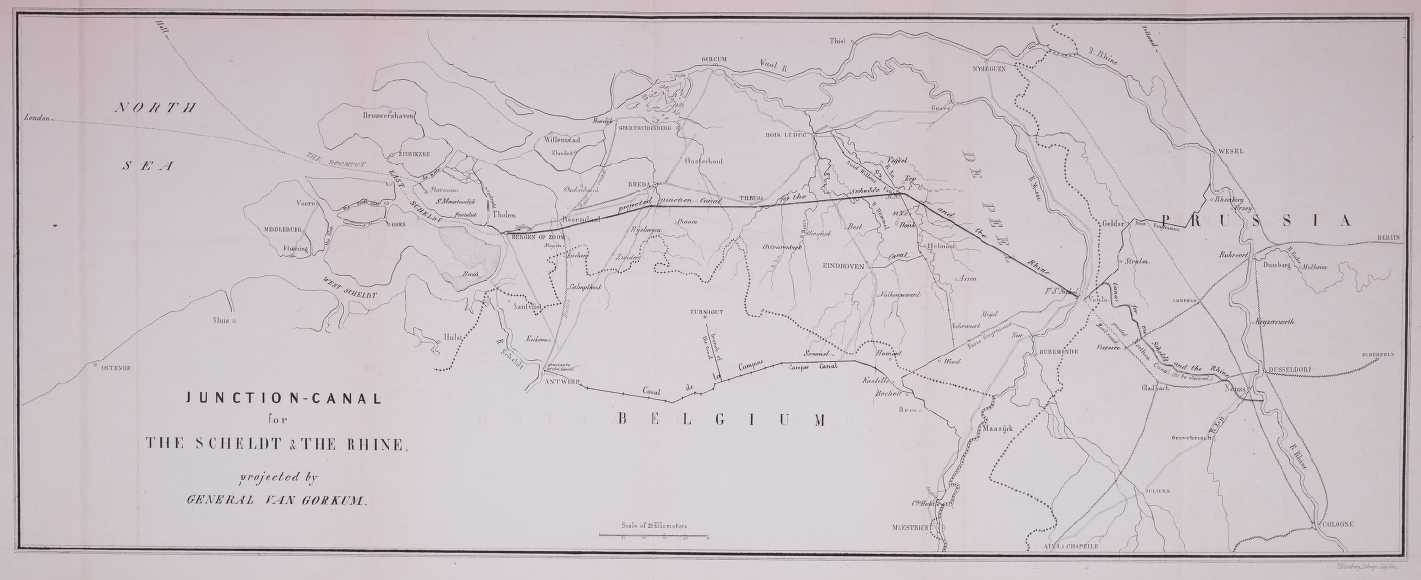
Kaart uit het boek 'Aanvrage om concessie tot den aanleg van een verbindings-kanaal der Schelde met de Maas en den Rhijn' van J.E. van Gorkum (1859)

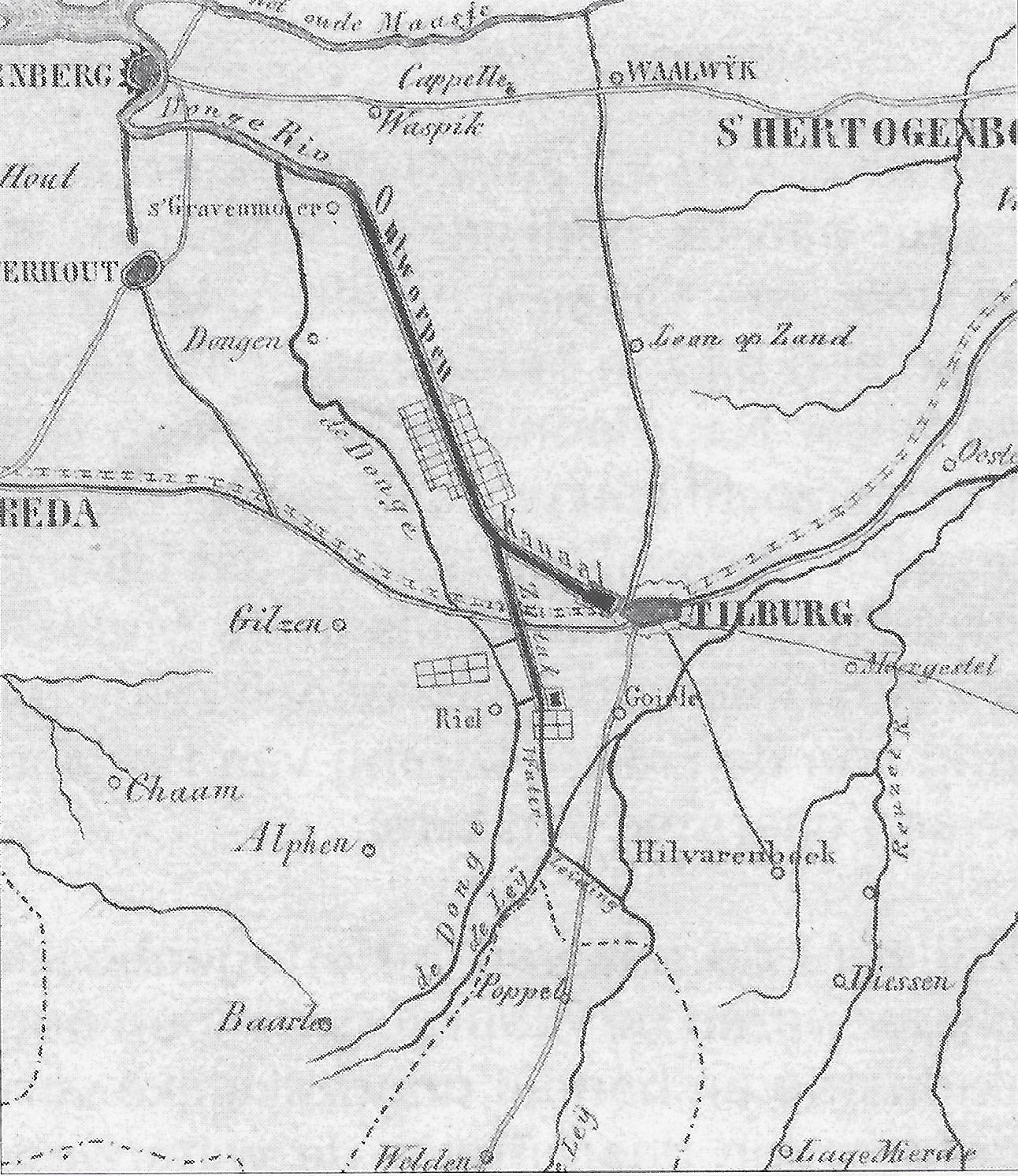
Detail uit het ontwerp uit 1856 van ir. J.E. Duijvené voor een kanaal van Tilburg naar de Donge met een zijtak naar Riel

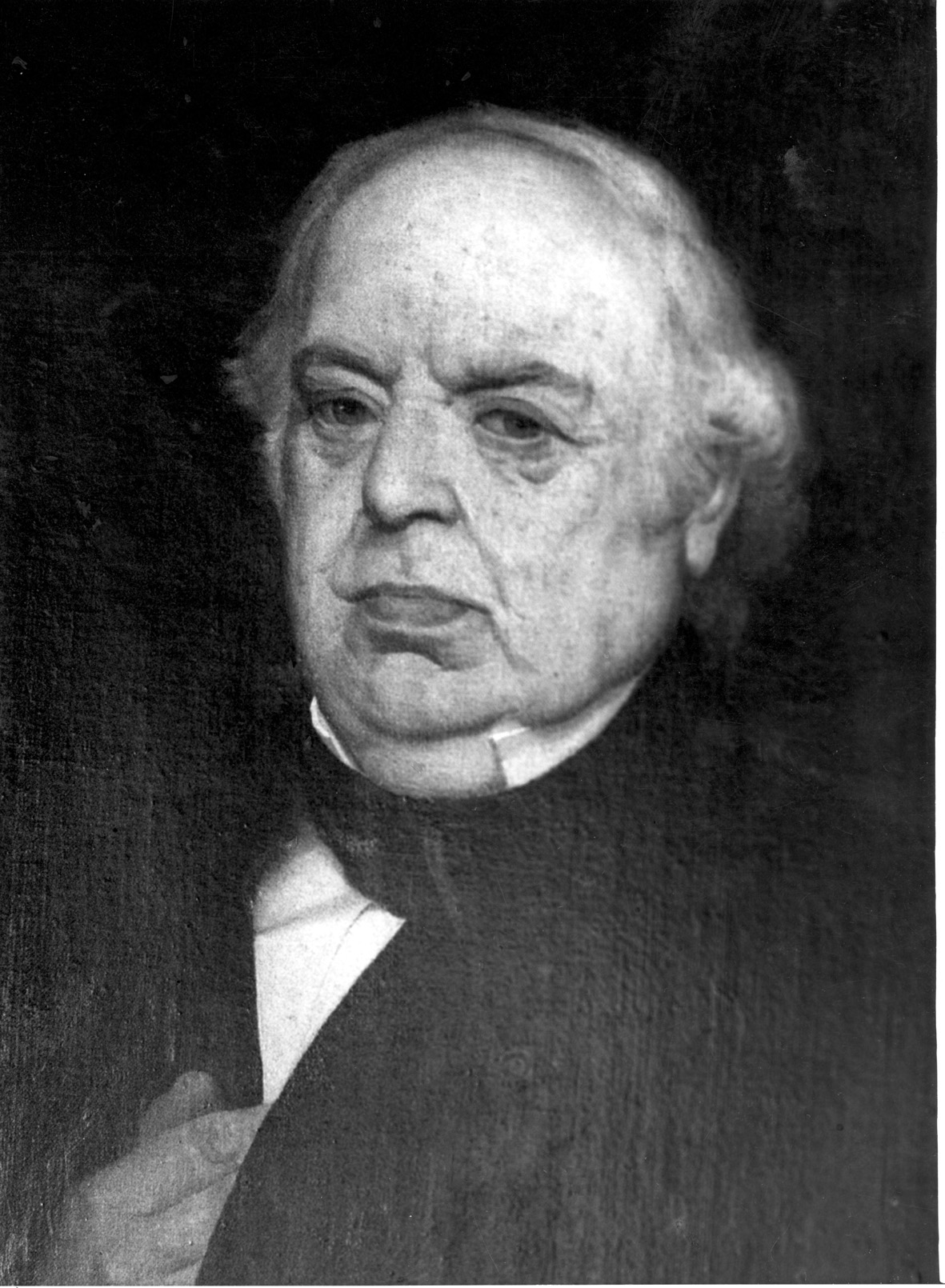
J. van de Griendt opperde het idee het kanaal te laten beginnen aan de Zuid-Willemsvaart. Dat bood hem een mogelijkheid het afzetgebied voor turf te vergroten.

Medio jaren 1840 meldde de Tilburgse Kamer van Koophandel dat de jaarlijkse goederenaanvoer in de stad was gegroeid tot bijna 7,5 miljoen kilo steenkool, 700.000 kilo ruwe wol, 250.000 kilo zout en ongeveer 3,2 miljoen kilo andere artikelen zoals granen, verfstoffen, koloniale waren en manufacturen. Alleen al het transport van steenkool besloeg ruim 3000 karrevrachten, die vanaf Turnhout naar Tilburg gereden werden. De aanleg van verharde wegen in de eerste helft van de negentiende eeuw had weliswaar voor een verbetering van de vervoersmogelijkheden gezorgd, maar de situatie bleef naar de mening van de Tilburgse gemeente en Kamer van Koophandel een belemmering voor de gewenste industriële ontwikkeling.
In die tijd werd de aanleg en exploitatie van kanalen en spoorlijnen veelal overgelaten aan particuliere ondernemingen. Deze konden daartoe bij de overheid een concessie aanvragen. In de jaren 1850 werden meerdere plannen ontworpen voor kanalen die Tilburg bereikbaar maakten voor scheepvaart.

### Plan-Brade
Het eerste kwam van de Eindhovense ingenieur Willem Christiaan Brade. Op 20 juni 1854 stuurde Brade aan een aantal gemeenten in Noord-Brabant en Limburg een circulaire waarin hij een plan voorlegde voor een besproeijings- en scheepvaart-kanaal van de Maas bij Wessem tot de Schelde bij Nispen. Het plan voorzag in zijtakken die onder meer Tilburg bereikbaar zouden maken voor scheepvaart. Het initiatief kreeg onvoldoende steun om tot ontwikkeling te komen.

### Plan-Van Gorkum
Een tweede plan werd opgesteld door oud-generaal-majoor J.E. van Gorkum. Op 23 april 1855 publiceerde hij een brochure, gericht aan de koning, waarin hij voorstelde een kanaal aan te leggen van Venlo, via Tilburg naar Bergen op Zoom. Dat kanaal zou vier doelen dienen: versterking van de landsverdediging, ontginning van woeste gronden, verbetering van de afwatering, en bevordering van handel en transport. Van Gorkum diende twee maal een aanvraag in voor een concessie, in 1855 en 1859. Beide werden afgewezen.

### Plan-Duijvené
Veelbelovender was het plan van de 'Tilburgsche Kanaal en Vloeiweiden Maatschappij'. Stuwende kracht achter dit initiatief was J.E. Duijvené, die met steun van Tilburg het plan oppakte dat hij destijds voor koning Willem II had gemaakt en waarvan de aanleg in 1849 was stilgelegd. Hij paste het tracé nu zo aan dat het niet ophield aan de laaggelegen rand van het Tilburgs grondgebied, maar doorliep tot in de veel hoger gelegen stad. Om de hoogteverschillen te overbruggen had Duijvené zes sluizen nodig en tien bruggen. Het plan voorzag in een zijtak naar Riel. Die was bedoeld om het water uit de Donge en de Leij te ontsluiten om vloeiweiden te bevloeien en om het kanaal naar Tilburg te vullen en gevuld te houden. Het kanaal werd begroot op 640.000 gulden.
In 1855 kreeg Duijvené een voorlopige concessie voor de aanleg. Omdat toezeggingen vanuit Tilburg onvoldoende dekking boden, legde Duijvené contact met Amsterdamse financiers. Het project kampte echter met technische en financiële tegenslagen. De watertoevoer bleek een probleem en de groeiende vraag naar financiering van aan te leggen spoorweglijnen leidde tot een dalende interesse van beleggers in kanaalwegen. Uiteindelijk kwam het plan niet tot uitvoering.

### Plan-Van de Griendt
Eind jaren 1860 diende J. van de Griendt, oprichter van Maatschappij Helenaveen, een plan in voor een kanaal vanuit de Zuid-Willemsvaart naar Tilburg. Van de Griendt – tevens lid van de Provinciale Staten van Noord-Brabant – zei drie doelstellingen te willen realiseren: het oplossen van het afvalwaterprobleem van de Tilburgse wolindustrie, het aansluiten van Tilburg op scheepvaartverbindingen en het mogelijk maken van ontginningen langs het kanaal. Tilburg reageerde aanvankelijk sceptisch omdat Van de Griendt het vervolgtraject van Tilburg naar Dongen – dat voor Tilburg van essentieel belang was – pas in een latere fase wilde uitwerken. Van de Griendt werd ervan verdacht er alleen op uit te zijn turf te kunnen leveren aan de Tilburgse industrie. Die was echter aan het overschakelen naar stoommachines en had daarom vooral behoefte aan steenkool in plaats van turf.

## 1870-1909: overheidsplannen

### Bijzondere commissie
Onder druk van zowel de gemeenteraad als de Kamer van Koophandel besloot het gemeentebestuur van Tilburg toch mee te werken aan het voorstel van Van de Griendt, waarop de Provinciale Staten in 1869 geld uittrokken om het plan te bestuderen. Rijkswaterstaat kreeg opdracht twee varianten van een kanaal naar Tilburg te bestuderen die als mogelijk haalbaar werden beschouwd. Het betrof het tracé van Van de Griendt dat vertrok vanuit de Zuid-Willemsvaart bij Aarle-Rixtel en een tracé vanuit het Eindhovensch Kanaal.
In juni 1870 rapporteerde Rijkswaterstaat de uitslag van het onderzoek waaruit bleek dat beide tracés realiseerbaar waren. Wel was de Eindhovense variant aanmerkelijk duurder. Aansluitend stelden de Noord-Brabantse Staten op 11 oktober 1870 een commissie in die het rapport moest uitwerken en een tracé moest voorstellen dat de voorkeur verdiende. Het was geen vaste maar een zogeheten bijzondere commissie, bestaande uit drie leden van de Provinciale Staten onder wie Van de Griendt. De commissie kwam in 1872 met een ontwerp waarin gekozen werd voor een variant die vertrok vanuit de Zuid-Willemsvaart. Het traject week af van het plan-Van de Griend. Het vertrok vanuit Erp en liep van daaruit langs de zuidzijde van Sint-Oedenrode, passeerde Best en Oirschot aan de noordzijde, ging vandaar langs de zuidkant van Tilburg en mondde uit in het Oude Maasje bij Waspik. De bodemdiepte bedroeg 2,10 meter bij een breedte van 9 meter, met 4 meter brede jaagpaden. Het kanaal zou bijna 56 kilometer lang zijn met vier sluizen om het verval van 13 meter te overbruggen. Het was begroot op 1.580.000 gulden en de indieners gingen ervan uit dat de provincie een derde van de kosten zou dragen. De overige kosten kwamen dan voor rekening van het Rijk en de gemeenten die aan het tracé grensden.

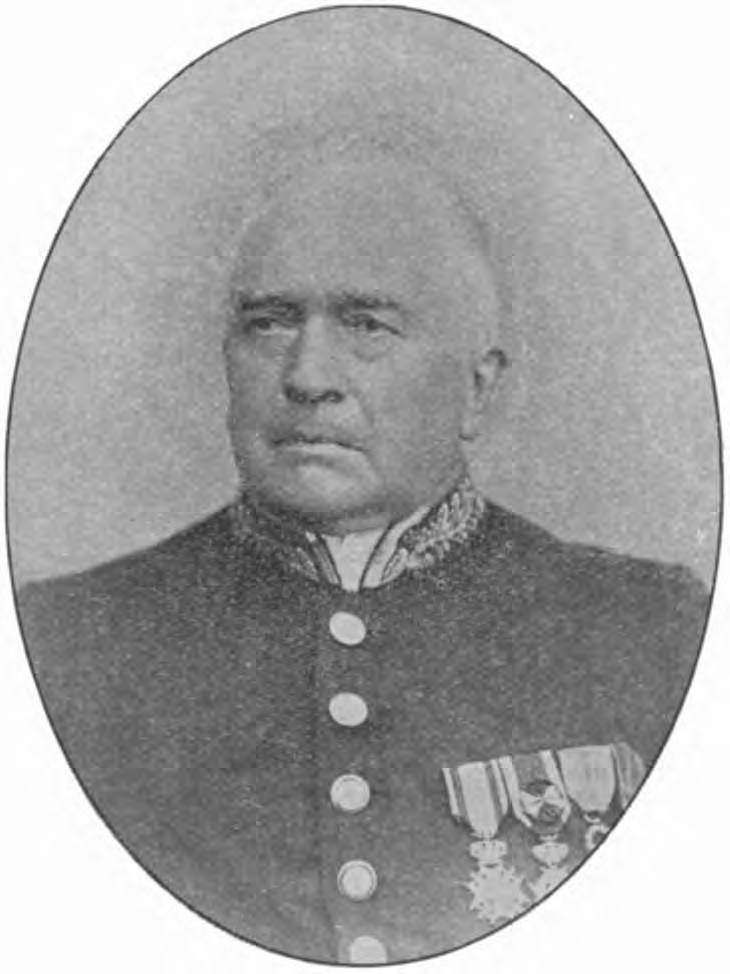
J.F. Jansen zette zich vanaf zijn benoeming tot burgemeester van Tilburg in 1869 tot zijn overlijden in 1901 in voor een Tilburgs kanaal.

Het plan werd weliswaar positief ontvangen, maar het lukte om meerdere redenen niet om het te realiseren. Een van de problemen was dat het Rijk en de provincie het er lange tijd niet over eens konden worden wie van beide de eindverantwoordelijkheid zou dragen voor de aanleg en het onderhoud. Een probleem dat daarmee samenhing was de financiering. Burgemeester J.F. Jansen van Tilburg nam het initiatief om een maatschappij op te richten waarin de betrokken gemeenten via aandelen konden deelnemen. Zelf kondigde hij aan dat Tilburg 500.000 gulden zou bijdragen. Andere gemeenten zegden bijdragen toe van in totaal ruim 100.000 gulden. Enkele gemeenten boden aan de benodigde gronden op hun gebied gratis ter beschikking te stellen. In juli 1873 constateerde de bijzondere commissie echter dat de toezeggingen van betrokken gemeenten ontoereikend waren om tot een concreet plan van uitvoering te komen. Bovendien hadden sommige gemeenten hun toezegging gedaan onder voorwaarden die onaanvaardbaar werden geacht.

### Plan-Tilburg
Burgemeester Jansen realiseerde zich al voor de bijzondere commissie haar rapport uitbracht dat het niet zou lukken de financiering van ruim 1,5 miljoen gulden rond te krijgen. In een ingezonden brief die op 23 maart 1873 gepubliceerd werd in de Tilburgsche Courant, pleitte hij nogmaals voor de aanleg van een kanaal. Dat Tilburg inmiddels was aangesloten op het spoorwegnet gaf onvoldoende soelaas. Naar de mening van de burgemeester waren spoorwegen onmisbaar voor elke plaats die handel wil drijven, maar waren waterwegen de goedkoopste vervoermiddelen en daarom onmisbaar voor elke plaats die haar industrie wil uitbreiden. Hij pleitte ervoor om niet langer te wachten, maar te kiezen voor een korter kanaal vanaf de Zuid-Willemsvaart tot aan Tilburg. Zo'n kanaal zou 650.000 gulden kosten en aan de belangrijkste wensen van de industriestad voldoen. Het initiatief werd overgenomen door de gemeenteraad van Tilburg. Die stelde als voorwaarde dat industriëlen, handelaren en andere betrokkenen een bedrag van 160.000 gulden zouden bijeenbrengen en uitlenen aan de gemeente. Op 28 maart werd in een speciaal belegde bijeenkomst de mogelijkheid gegeven op de lening in te tekenen. In de gemeenteraadsvergadering van 5 april bleek dat slechts was ingeschreven voor iets meer dan 100.000 gulden. De burgemeester constateerde dat het gemeentebestuur er alles aan had gedaan om het kanaal mogelijk te maken en kondigde aan dat het bestuur zijn taak in dezen neerlegde.

### Provinciale Staten van Noord-Brabant

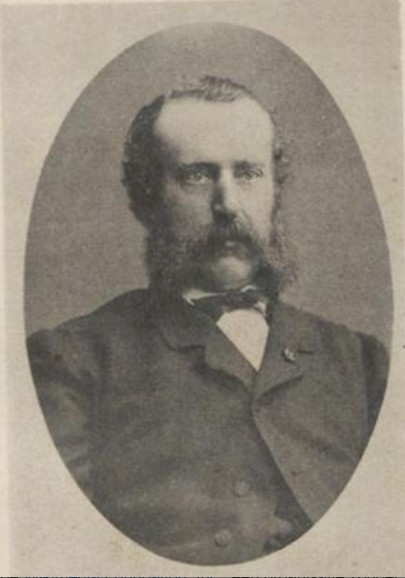
ir. F.C. Bake werd in 1878 de eerste hoofdingenieur van de Provinciale Waterstaat Noord-Brabant en ontwierp in 1890 het plan dat de basis vormde voor het uiteindelijke Wilhelminakanaal.

Een ander probleem dat uitvoering van het plan uit 1872 belemmerde, was dat er steeds alternatieve tracés werden voorgesteld die, als ze serieus bevonden werden, door de ingenieurs van Rijkswaterstaat moesten worden doorgerekend. De Provinciale Staten namen in 1875 het besluit een eigen waterstaatsdienst op te richten en trokken ir. F.C. Bake aan als hoofdingenieur. De nieuwe dienst trad in werking op 1 april 1876 en een van de eerste opdrachten die Bake kreeg was het ontwerpen van een scheepvaartkanaal vanuit het Eindhovensch kanaal naar Tilburg. Het moest een kanaal worden met klein profiel dat zou worden aangelegd en onderhouden door Tilburg. De bijzondere commissie agendeerde het ontwerp van Bake in de zomervergadering van de Provinciale Staten van juni 1876. Het voorstel werd aangehouden voor nadere meningsvorming.
In juli 1877 werd het voorstel opnieuw besproken. Tijdens de discussie opperden acht leden van de Provinciale Staten een geheel ander tracé als mogelijkheid. Onder aanvoering van J.F. Pompen bepleitten zij een kanaal met breed profiel vanaf Venlo via Helmond, Eindhoven, Tilburg en Breda naar het Hollandsch Diep. Toen na de discussie moest worden gestemd werd het ontwerp van Bake verworpen met 33 tegen 24 stemmen. Bake adviseerde de Provinciale Staten om het alternatieve tracé van Pompen en zijn medestanders stapsgewijs te onderzoeken, te beginnen bij het traject Zuid-Willemsvaart-Oirschot. De Staten namen zijn voorstel over.

### Plan-Pompen
Bij de uitwerking van het plan-Pompen koos Bake voor een verbinding van Venlo naar de Zuid-Willemsvaart bij Nederweert, en vanaf de Zuid-Willemsvaart tussen sluis 6 en 7 bij Aarle-Rixtel langs Lieshout, Breugel, Son, Best, Oirschot, Moergestel, Tilburg, Dongen, Oosterhout, Terheijden en vandaar naar het Hollandsch Diep, met een zijtak van Terheijden naar Breda. De bijzondere commissie stelde het plan voor aan de Provinciale Staten in de vergadering van november 1878. Met enkele kleine trajectwijzigingen werd het voorstel met 48 tegen 11 stemmen aangenomen. Uit de provinciale kas werd 1 miljoen gulden beschikbaar gesteld als subsidie onder voorwaarde dat het Rijk verantwoordelijk zou zijn voor aanleg en onderhoud, en dat betrokken gemeenten 750.000 gulden zouden bijdragen. Minister J.P.R Tak van Poortvliet van Waterstaat liet weten niet genegen te zijn het werk van rijkswege uit te voeren.

### Kanalenwet

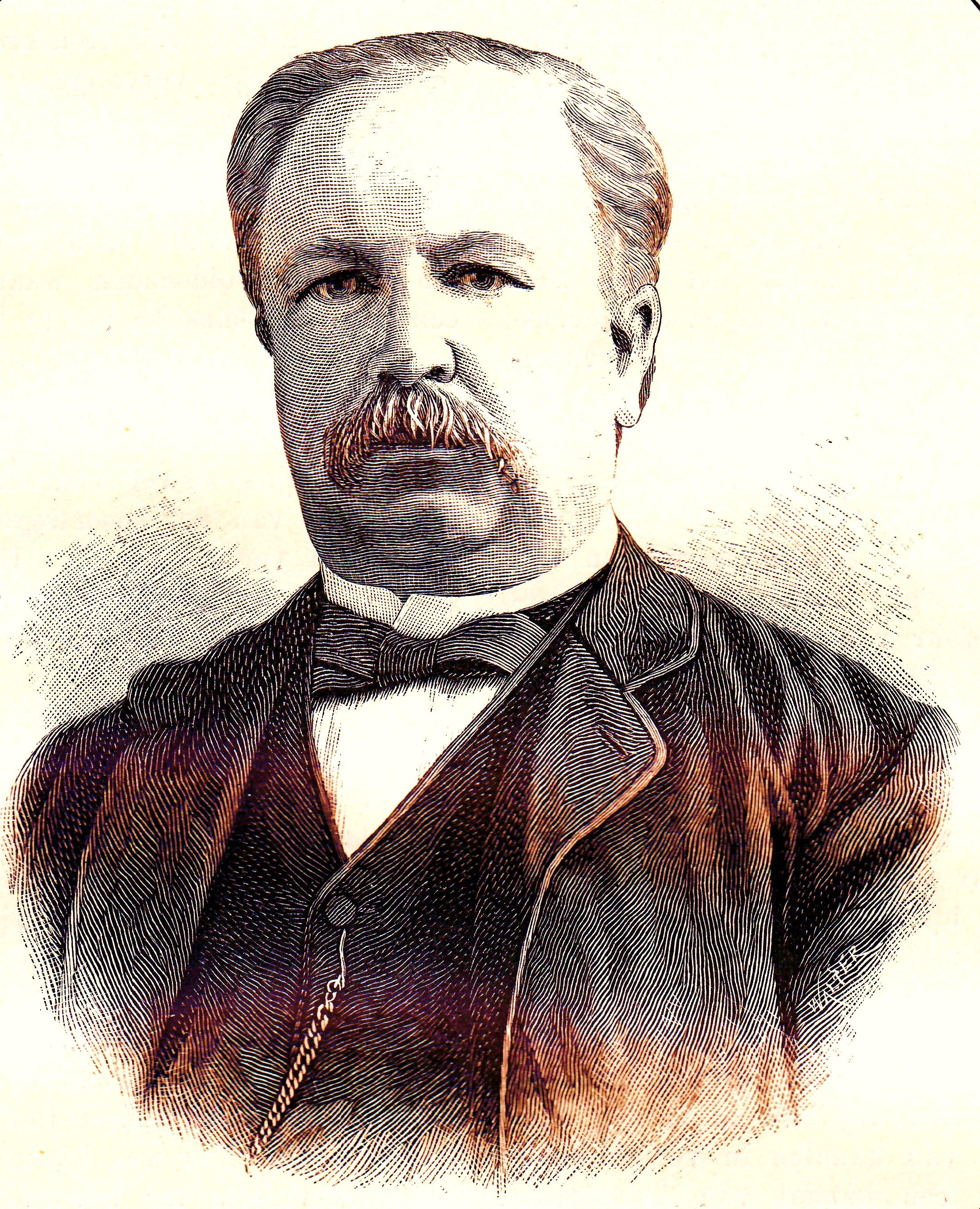
Minister J.P.R. Tak van Poortvliet diende in 1878 de ontwerp-Kanalenwet in, waarin sprake was van een kanaal van Eindhoven via Tilburg naar de Amer. De wet werd verworpen.

Even leek er in de Tweede Kamer een oplossing in zicht te komen voor een kanaal naar Tilburg. In 1878 bracht minister Tak van Poortvliet de Kanalenwet in stemming. De wet betrof de aanleg en verbetering van een vijftiental vaarwegen verspreid over Nederland. In het tweede artikel van de wet werd onder meer een tegemoetkoming uit de schatkist in het vooruitzicht gesteld voor de aanleg en het onderhoud van een kanaal van Eindhoven langs Tilburg naar de Amer. De Kamer verwierp het gehele wetsvoorstel op 20 mei 1879 met 40 tegen 39 stemmen. Tak van Poortvliet bood daarop zijn ontslag aan, maar zijn opvolger G.J.G. Klerck wist in de jaren 1880-1882 toch veel van de voorstellen uit de Kanalenwet aangenomen te krijgen. De werkzaamheden aan het aangekondigde kanaal in Noord-Brabant waren in de voorstellen van Klerck echter pas voorzien in het eerste kwart van de twintigste eeuw.

### Plan-Bake
In juli 1889 stelden de Provinciale Staten 2000 gulden beschikbaar voor een studie naar te graven kanalen. Een klein jaar later, in juni 1890 presenteerde Bake zijn plan. Hij had zijn ontwerp uit 1878 enigszins aangepast waardoor het traject nu liep vanaf de Zuid-Willemsvaart bij Aarle-Rixtel tussen sluis 6 en 7, door de gemeenten Lieshout, Nuenen c.a., Son c.a., Best, Oirschot, Oostelbeers c.a., Diessen, Hilvarenbeek, Tilburg, Gilze-Rijen en Dongen naar Oosterhout. Bij Oosterhout was een zijtak voorzien naar de Mark.
Het kanaal kreeg een dubbele keersluis nabij de Zuid-Willemsvaart, twee gewone en twee dubbele sluizen in het traject Haghorst-Oosterhout, en een keersluis in de Mark. Bake werkte waar mogelijk met vaste bruggen met op- en afritten, in totaal 41 in het hoofdkanaal en vier in de zijtak. Bij het kruisen van spoorwegen koos hij voor een draaibrug en waar dat onmogelijk was voor een hydraulische hefbrug. De twaalf riviertjes die gekruist moesten worden, leidde hij met duikers onder het kanaal door. Om het kanaal van water te voorzien en waterverlies door verdamping, wegsijpelen en schutten aan te vullen, dacht Bake aan voeding vanuit de Zuid-Willemsvaart. Als dat op bezwaren zou stuiten, zou het oppompen van water uit de Dommel een alternatieve mogelijkheid zijn. Bake begrootte de totale kosten – onteigeningen, graafwerkzaamheden en kunstwerken als sluizen, bruggen en duikers – op 4.400.000 gulden.
Op 23 april 1892 bepleitte een afvaardiging van de Provinciale Staten, aangevuld met Bake, de aanleg van het kanaal in het Ministerie van Waterstaat, Handel en Nijverheid. Het ministerie twijfelde aan de betrouwbaarheid van de opties die Bake noemde voor de voeding. Water dat aan de Zuid-Willemsvaart onttrokken zou worden, moest worden aangevuld door extra water uit de Maas af te tappen. Er moest rekening mee worden gehouden dat België daar – onder verwijzing naar het Maastraktaat uit 1863 – geen toestemming voor zou geven. Oppompen van water uit de Dommel leek riskant omdat wateraanvoer vanuit die rivier onbetrouwbaar was en zou kunnen leiden tot schadeclaims van de vele eigenaren van watermolens langs de Dommel. De provincie kondigde aan de bezwaren van het ministerie nader te gaan onderzoeken.

### Plan-Bake, aanpassing

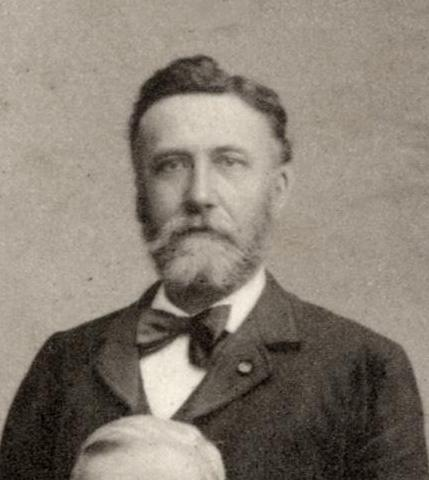
Minister P.W. van der Sleijden nam in 1896 het besluit dat het aangepaste plan-Bake niet van rijkswege zou worden uitgevoerd.

Het duurde enkele jaren voor het ontwerp zodanig was aangepast dat de technische twijfels van het ministerie waren weggenomen. Na het overlijden van Bake in 1893, nam zijn opvolger H. van Schevichaven de leiding over van de commissie die de voeding moest onderzoeken. De commissie koos voor het oppompen van water uit de Dommel, waartoe bij Son een stoomgemaal moest worden gebouwd. Inmiddels was het dwarsprofiel van de Zuid-Willemsvaart – die ook voor het kanaal naar Tilburg werd voorzien – gewijzigd. De breedte was vergroot van 10 naar 15 meter en de diepte van 2,10 naar 2,30 meter. Besloten werd het profiel niet aan te passen, maar met de onteigeningsbreedte en de doorvaartwijdte van bruggen rekening te houden met toekomstige aanpassingen. Verder bleek een bijstelling van het tracé nodig te zijn om Tilburg aan de noordzijde te kunnen passeren. De kostenraming steeg naar 5 miljoen gulden, exclusief de aanleg van het stoomgemaal.
De Provinciale Staten keurden het aangepaste plan-Bake op 19 juli 1895 goed. De belanghebbende gemeenten hadden gezamenlijk ruim 700.000 gulden toegezegd en een aantal van hen had aangeboden de benodigde gronden gratis ter beschikking te stellen. De provincie zelf besloot een subsidie van 1 miljoen gulden te verlenen. Voorwaarde voor de goedkeuring van het plan was dat het Rijk de aanleg en het onderhoud voor zijn rekening zou nemen. Op 27 juli 1895 stuurde de provincie Noord-Brabant een voorstel aan minister P.W. van der Sleijden met daarin het aangepaste plan-Bake met toelichtingen op de gekozen technische oplossingen.

#### Tilburgse lobby
Enkele maanden na de indiening van het voorstel werd een lobby gestart waarin de naam 'Wilhelmina-kanaal' werd geïntroduceerd. De eerste actie was een ingezonden opiniestuk op 21 september 1895 in dagblad De Tijd. Het artikel stond prominent linksboven op de voorpagina en besloeg bijna twee kolommen. De inzender, van wie de naam niet vermeld werd, feliciteerde de Provinciale Staten van Noord-Brabant met het besluit om aan de Willemsvaart een Wilhelminavaart te verbinden, gevolgd door een pleidooi waarin de regering werd opgeroepen het voorstel spoedig te behandelen. Het stuk eindigde met de wens: Moge weldra de eerste spade worden gestoken voor het ontworpen Wilhelmina-kanaal! De dag daarop verscheen hetzelfde stuk als redactionele bijdrage in de Tilburgsche Courant en enkele dagen later werd het met bronvermelding overgenomen door de krant Zuidwillemsvaart.
De actie werd een tijd later opgevolgd door het Tilburgse gemeentebestuur. Burgemeester Jansen en secretaris Van der Marck stuurden op 22 april 1896 een brief aan minister Van der Sleijden met afschriften aan de leden van de Eerste en Tweede Kamer, de Provinciale Staten en de belanghebbende gemeenten, waarin ze zich beklaagden over het voortdurend uitblijven van een besluit tot aanleg van het kanaal. Aan het eind van hun brief spraken zij de verwachting uit dat het Wilhelminakanaal ... een der eerste groote werken (zal) zijn, die onder de Regeering onzer Geliefde Koningin Wilhelmina worden tot stand gebracht. Het is moeilijk te beoordelen of die naamgeving bijgedragen heeft aan het uiteindelijke succes van het streven naar een kanaal voor Tilburg, maar zeker is dat de aanduiding Wilhelminakanaal enkele jaren later bij Noord-Brabantse provinciale organisaties algemeen gebruikt werd.

#### Afwijzing
In oktober 1896 liet minister Van der Sleijden weten dat de hoofdingenieur van Rijkswaterstaat na bestudering van het kanaalontwerp had gerapporteerd dat hij geen technische bezwaren had tegen het plan. De minister kon echter geen uitzicht geven op aanleg en onderhoud van het kanaal door het Rijk. Mocht de provincie die taken op zich nemen, dan zou nader overwogen worden in welke mate het Rijk in de kosten kon bijdragen. Naast financiële redenen speelde bij de afwijzing mee dat Van der Sleijden – een civiel ingenieur die afkomstig was van Rijkswaterstaat – zelf twijfelde aan de haalbaarheid van het kanaal. Hij vond de wateraanvoer uit de Dommel onbetrouwbaar en was bang dat er bij Aarle-Rixtel ondanks een Belgisch verbod toch water uit de Zuid-Willemsvaart afgetapt zou worden. Daarnaast zag hij vooral de kruising van het ontworpen kanaal met de Dommel – waar het kanaal 3,60 meter hoger zou liggen dan de rivier – als een technisch probleem.

### Wetsvoorstel

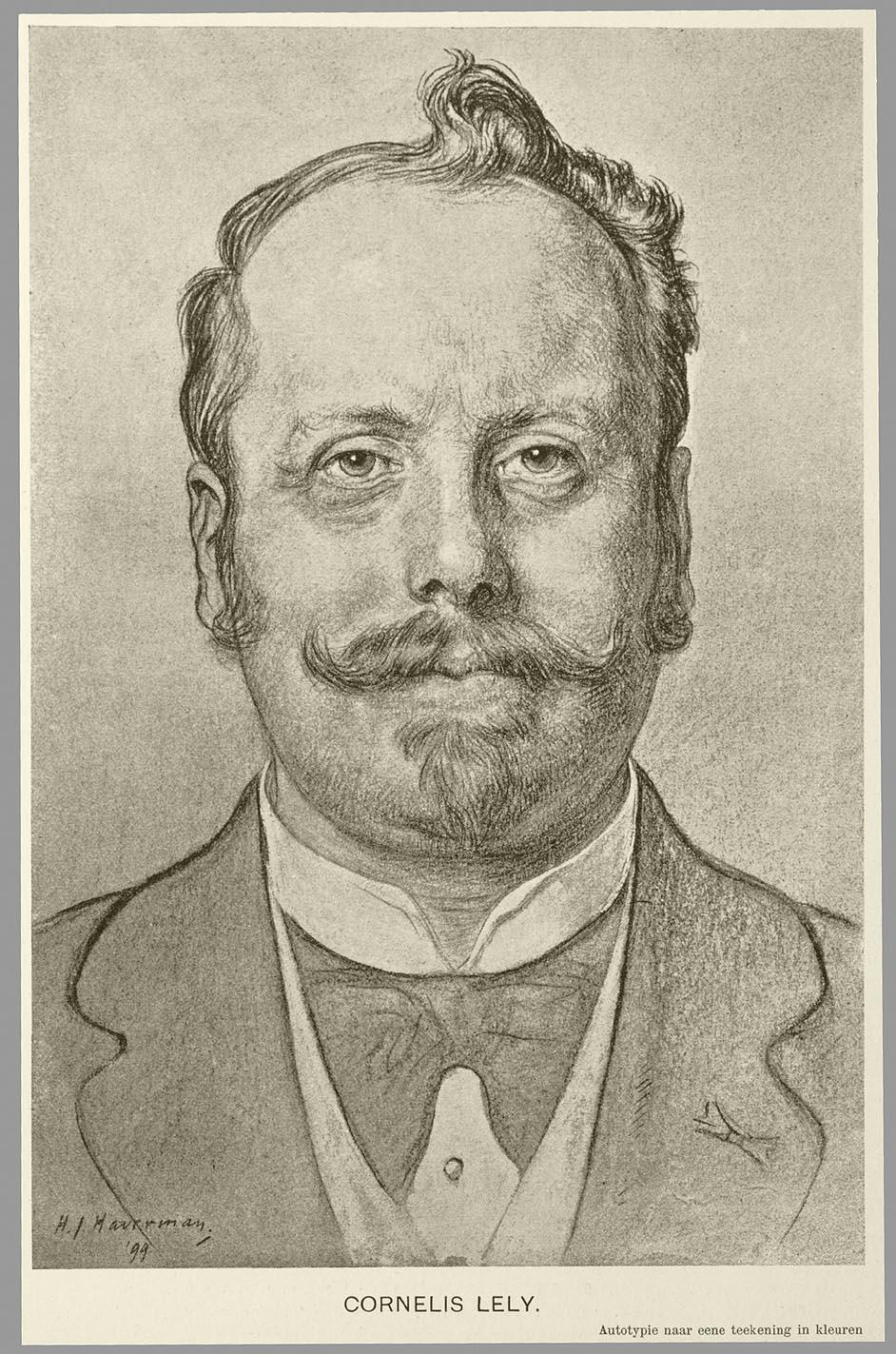
Minister C. Lely legde in 1900 een wetsvoorstel voor aan de Raad van State dat gebaseerd was op het aangepaste plan-Bake.

Op 27 juli 1897 volgde C. Lely minister Van der Sleijden op. Enkele maanden na de benoeming peilde hij of Tilburg bereid zou zijn financieel bij te dragen aan een kanaal dat beperkt bleef tot het traject Tilburg-Amer. In een audiëntie die de gemeenteraad had aangevraagd, legde burgemeester Jansen aan de minister uit dat een verbinding met de Zuid-Willemsvaart voor Tilburg van groot belang was. Het zou de Tilburgse industrie een scheepvaartverbinding geven met het Luiks steenkoolbekken. Vervoer van steenkool over water was beduidend goedkoper dan via een spoorwegverbinding. De gemeenteraad van Tilburg reageerde hoopvol op de positieve reacties van de minister, maar die hoop werd getemperd toen de minister in oktober 1897 meldde dat hij met besluitvorming wachtte tot de technische bezwaren –die bij het ministerie nog steeds bestonden – zouden zijn opgelost.
Twee jaar later leken de provincie en het ministerie het eens te zijn. De Provinciale Staten stelden op 23 november 1899 opnieuw vast dat 1 miljoen gulden aan het kanaal zou worden besteed. Verder besloten de Staten dat de provincie de kosten van het oppompen van water uit de Dommel voor haar rekening zou nemen, inclusief het schadeloos stellen van eigenaars van watermolens en het aanleggen van een stuw. Uitgangspunten waren echter dat de regering verantwoordelijk zou zijn voor aanleg en onderhoud van het kanaal, en bovendien zorg zou dragen voor het gebruik van het kanaal voor de irrigatie van landbouwgebieden. Lely was daartoe bereid en liet zijn ministerie een wetsontwerp voorbereiden. In december 1900 maakte hij het wetsvoorstel aanhangig bij de Raad van State.
De opmerkingen van de Raad van State en het ongevraagd advies van een hoofdambtenaar waren voor Lely aanleiding om in maart 1901 een nieuw onderzoek te starten. Provinciale Waterstaat Noord-Brabant, Rijkswaterstaat en de Raad van Toezicht op de Spoorwegdiensten kregen gezamenlijk de opdracht na te gaan of de begroting van het kanaal – die al tien jaar oud was – nog geldig was. Met name de stadsuitbreidingen van Tilburg, de sterke groei van het spoorwegverkeer met steeds zwaardere stoomlocomotieven, en de gestegen kosten van lonen en materialen waren in 1890 niet te voorzien geweest.

### Plan-Bake, update

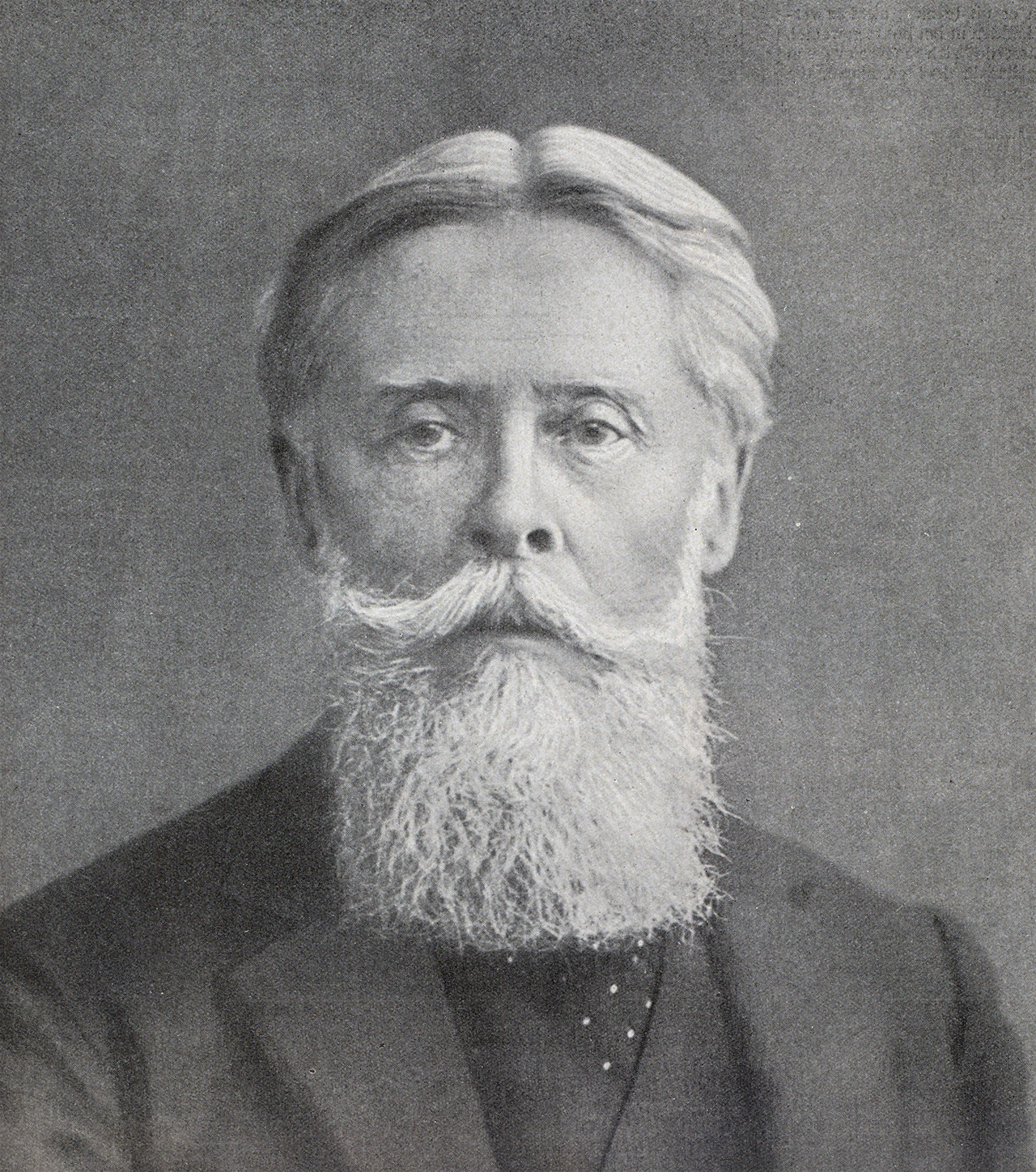
Minister J.C. de Marez Oyens diende in 1904 een wetsontwerp in voor de aanleg van het kanaal. De wet werd in 1905 aangenomen.

Op 1 augustus 1901 werd Lely opgevolgd door J.C. de Marez Oyens. Het onderzoek was nog niet afgesloten, maar geruchten die de nieuwe minister hoorde over het verloop ervan deden hem besluiten het wetsontwerp van Lely terug te trekken. De teleurstelling in Noord-Brabant was groot. In de Tweede Kamer stelde een afgevaardigde uit Breda dat het Rijk 38 miljoen gulden had besteed aan het Noordzeekanaal, 35 miljoen aan de Rotterdamsche Waterweg en 20 miljoen aan het Merwedekanaal, en dat het daarom alleszins gerechtvaardigd was 3 miljoen gulden uit te trekken voor Noord-Brabant. In de discussie legde De Marez Oyens, gesteund door Lely die inmiddels Kamerlid was, uit wat de motieven van hem en van Lely waren geweest om het wetsontwerp terug te trekken. Hij kon onmogelijk een toezegging geven en kondigde een nieuw onderzoek aan naar de voeding van het kanaal omdat hij eraan twijfelde of het kanaal voldoende water zou hebben.
Het nieuwe onderzoek werd gecombineerd met het onderzoek dat Lely gestart had. In november 1903 hadden de hoofdingenieurs van Provinciale Waterstaat en Rijkswaterstaat (ir. Castendijk) de update van het plan-Bake klaar. De wijzigingen waren nogal ingrijpend. In Tilburg werd het tracé om de inmiddels sterk uitgebreide bebouwde kom heen gelegd en werden twee zijkanalen gepland, beide met een haven. Bij Oosterhout moesten de sluizen geheel anders geplaatst worden omdat de situering ten opzichte van de oude Oosterhoutse haven diende te veranderen en omdat rekening gehouden moest worden met de sterk wisselende watertoevoer op de Mark. Daarnaast kreeg het kanaal toch hetzelfde profiel als de Zuid-Willemsvaart – 15 meter breed en 2,30 meter diep – waardoor er beweegbare bruggen moesten komen. De keersluis bij de Zuid-Willemsvaart werd vervangen door een dubbele schutsluis. Ten slotte werd de als problematisch beoordeelde voeding van het kanaal door een stoomgemaal bij Son vervangen door een reeks elektrische gemalen bij de sluizen, die water vanuit de Amer oppompten naar de hoger gelegen gedeelten van het kanaal. De kostenraming steeg van 5 miljoen naar 7,5 miljoen gulden.
Het kanaalplan werd besproken in een bijzondere vergadering van de Provinciale Staten op 9 februari 1904. Er lag een voorstel om 2,5 miljoen gulden uit de provinciale kas bij te dragen aan het kanaal en om samen met de betrokken gemeenten te zorgen voor het gratis ter beschikking stellen van de benodigde grond. Een voorwaarde was wel dat het Rijk zou zorgen voor de aanleg en het onderhoud. Een groep statenleden diende echter een motie in waarin gevraagd werd eerst samen met het ministerie een onderzoek in te stellen naar een tracé met een ombuiging naar Eindhoven. Aan die motie was een Eindhovense lobby voorafgegaan die gevoerd werd door de burgemeester, de Kamer van Koophandel en een aantal industriëlen. Even leek het erop dat de totstandkoming van het kanaal opnieuw vertraagd zou worden, maar de motie werd met 32 tegen 28 stemmen verworpen. Het voorstel om de subsidie van 2,5 miljoen toe te kennen werd vervolgens aangenomen met 45 tegen 14 stemmen.

### Wetten

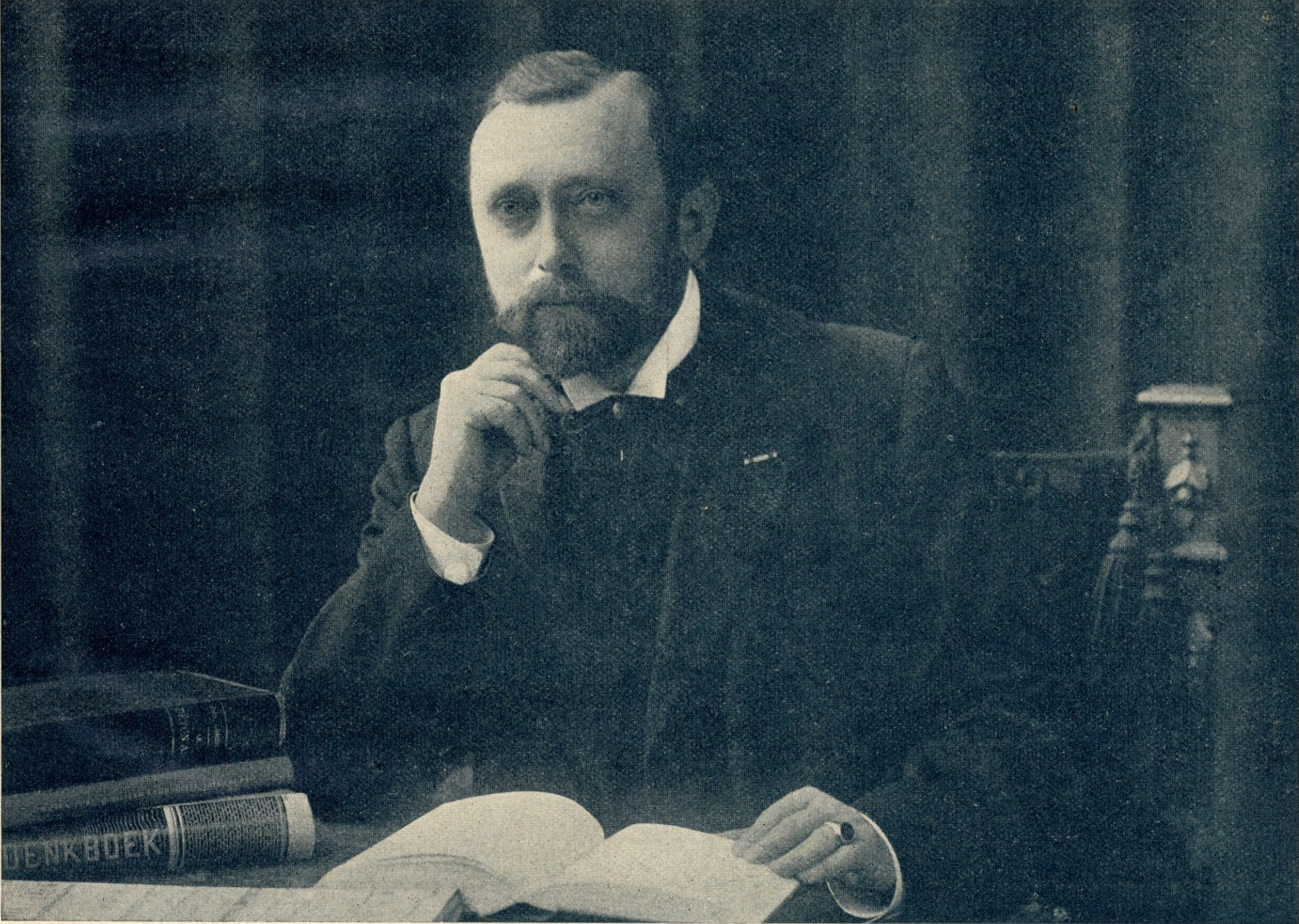
Minister J. Kraus maakte, met koninklijke machtiging, in 1906 de naam 'Wilhelminakanaal' officieel.

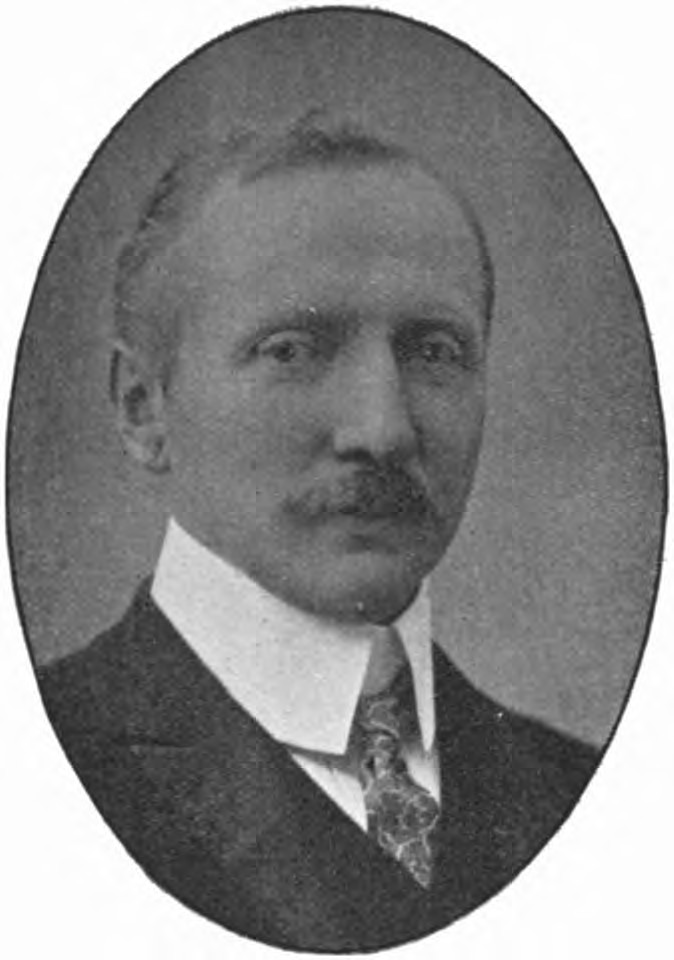
Minister L.H.W. Regout loodste in 1909 de onteigeningswet voor het Wilhelminakanaal door de Tweede Kamer.

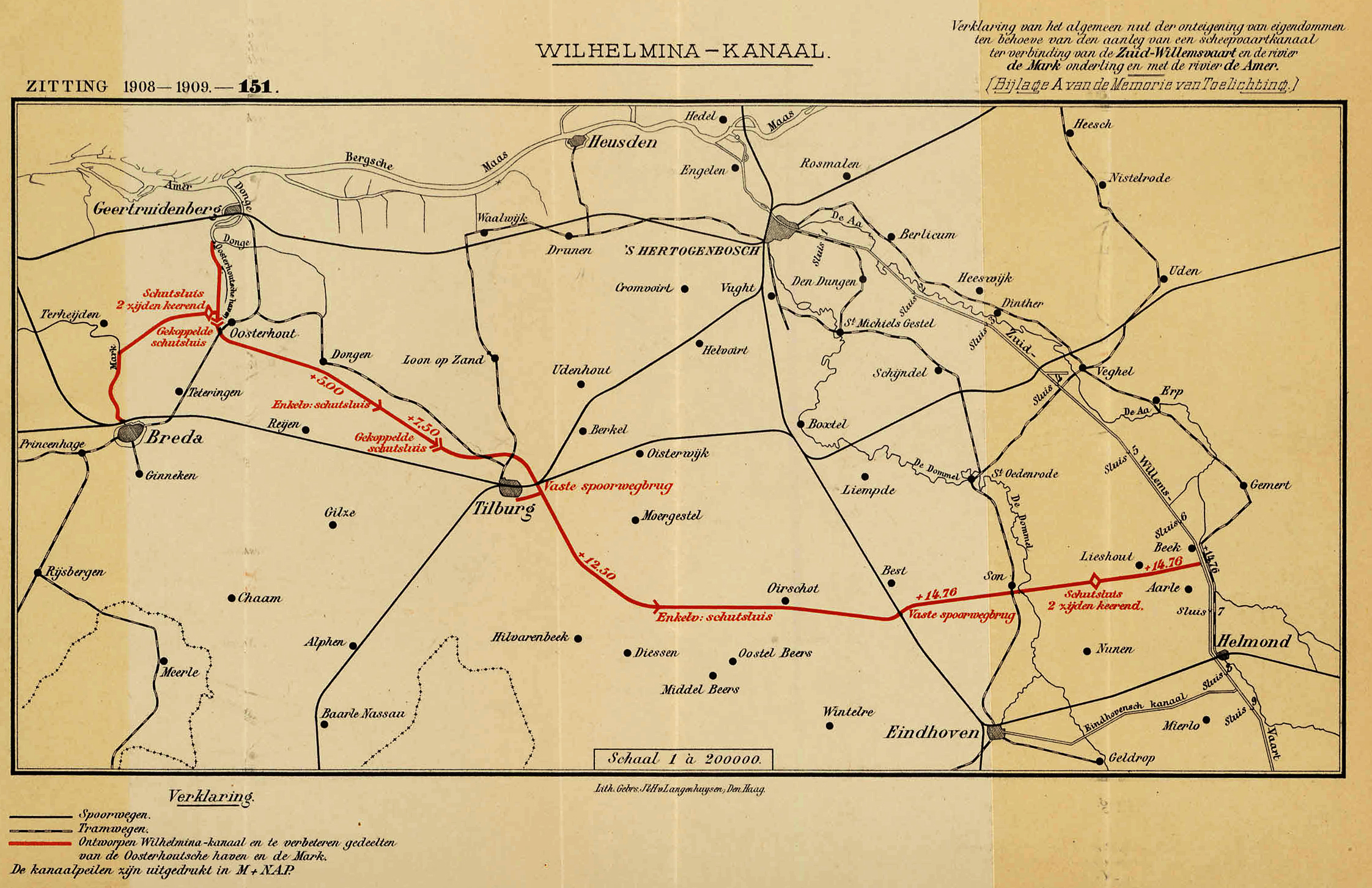
Het tracé van het Wilhelminakanaal, zoals in 1908 opgesteld in opdracht van de Tweede Kamer.

Eind 1904 diende minister De Marez Oyens een wetsontwerp in tot aanleg van het kanaal door het Rijk. De Tweede Kamer behandelde het ontwerp in mei 1905 en nam het op 17 juni 1905 aan. Op 29 juni 1905 werd de Wet van den 17den Juni 1905, tot aanleg van een scheepvaartkanaal ter verbinding van de Zuid-Willemsvaart en de rivier de Mark onderling en met de rivier de Amer afgekondigd in het Staatsblad van het Koninkrijk der Nederlanden nummer 212. De vreugde over de wet werd in Noord-Brabant enigszins getemperd toen bleek dat de Kamer wel besloten had dat het kanaal er zou komen, maar niet wanneer. In de toelichting had de minister gesteld dat belangrijke uitgaven voor de aanleg van het kanaal pas gedaan zouden kunnen worden als er geen uitgaven meer nodig waren voor de grote werken die het Rijk onderhanden had.
Twee maanden later, op 17 augustus 1905, eindigde het ministerschap van De Marez Oyens. Hij werd opgevolgd door J. Kraus, die op 28 februari 1906 met koninklijke machtiging bepaalde dat het kanaal de naam van 'Wilhelminakanaal' zou dragen. Kraus trok, evenals zijn opvolgers J.G.S. Bevers en L.H.W. Regout, wel geld uit voor de kanaalaanleg, maar – omdat de grote werken nog niet afgerond waren – niet genoeg om daadwerkelijk aan de slag te kunnen gaan. Een van de bijkomende problemen was dat de gemeenten wel hun eigen grond gratis aanboden, maar dat veel van de benodigde percelen niet hun eigendom waren. Uiteindelijk beloofde Regout een meer krachtige voortzetting der werken zodra een daartoe strekkende onteigeningswet zou zijn aangenomen. Die wet werd op 12 februari 1909 gepubliceerd in Staatsblad nummer 44, en op 8 december 1909 vond inderdaad de eerste aanbesteding plaats.

## 1910-1923: aanleg

### Bureau Aanleg Wilhelminakanaal

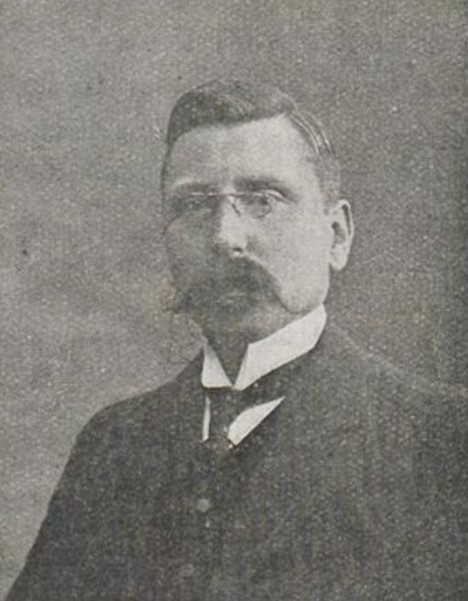
Ir. C.L. Schuller tot Peursum werd in 1906 aangesteld als hoofd van het Bureau Aanleg Wilhelminakanaal. Tot zijn vertrek in 1919 was hij verantwoordelijk voor het ontwerp van de sluizen en andere kunstwerken, en voor de aanleg van het kanaal.

Op 1 januari 1906 opende Rijkswaterstaat in Tilburg het Bureau Aanleg Wilhelminakanaal, met als hoofd ir. C.L. Schuller tot Peursum. Het bureau had onder andere als taak het maken van de bouwtekeningen en het opstellen van de bestekken voor het uitgraven van het kanaal met daarin grondduikers, sluizen en bruggen, alsook voor beschoeiingen, dijken, bermsloten, meerpalen, remmingwerken, landhoofden en gebouwen. Loskades waren niet voorzien in het plan van aanleg, maar konden worden aangevraagd door gemeenten of particulieren. Er was ministeriële vergunning voor nodig en de benodigde tekeningen en het bestek werden op kosten van de aanvrager gemaakt door Rijkswaterstaat.
Het bureau was ook verantwoordelijk voor het toezicht op de werkzaamheden. De opzichters leverden elke maand een gedetailleerde voortgangsrapportage in met gegevens over onder meer het verrichte werk, welk werk was uitgezet en welke aannemer de projecten had aangenomen. Het bureauhoofd rapporteerde de voortgang aan de dienst 'Rijkswaterstaat voor den aanleg van het Wilhelminakanaal' te 's-Hertogenbosch.
In de uitwerking van het ontwerp verdeelde het bureau het kanaal in twee delen, het 'hoofdkanaal' en het 'kanaal naar de Mark'. Het hoofdkanaal telde vijf zogeheten panden die begrensd werden door sluizen. Ze werden genummerd vanaf de Donge. Aanvankelijk werd daarvoor het gebruikelijke Arabisch-Indische cijfersysteem gebruikt, maar om verwarring met de nummering van de sluizen van de Zuid-Willemsvaart te vermijden werd overgegaan naar Romeinse cijfers. De sluizen en gemalen kregen het nummer van het zogeheten benedenste pand. Nadere gegevens over de kanaaldelen zijn aangegeven in onderstaande tabel.
| Kanaaldeel          | Traject                                                | Lengte (km) | Peil (NAP)     |
| ------------------- | ------------------------------------------------------ | ----------- | -------------- |
| Pand I              | De Donge - Sluis I (Oosterhout)                        | 5,5         | -0,9 tot +2,50 |
| Pand II             | Sluis I (Oosterhout) - Sluis II (Tilburg)              | 12,0        | +5,00          |
| Pand III            | Sluis II (Tilburg) - Sluis III (Tilburg)               | 3,5         | +7,50          |
| Pand IV             | Sluis III bij Tilburg - Sluis IV (Haghorst)            | 16,5        | +12,50         |
| Pand V              | Sluis IV (Haghorst) - Zuid-Willemsvaart (Aarle-Rixtel) | 31,0        | +14,76         |
| Kanaal naar de Mark | Pand I (Oosterhout) - de Mark                          | 6,0         | -0,7 tot +1,90 |

Schuller tot Peursum oriënteerde zich bij zijn werk op nieuwe technologieën. Zijn belangstelling ging daarbij uit naar elektriciteit als energiebron en gewapend beton als bouwmateriaal, twee innovaties die in de tweede helft van de negentiende eeuw geïntroduceerd waren en begin twintigste eeuw een stormachtige groei doormaakten. In 1908 maakte hij een 14-daagse reis naar Duitsland waar hij zich liet voorlichten over het ontwerp en de aanleg van het Oder-Spreekanaal uit 1891, het Dortmund-Eemskanaal uit 1899 en het Teltowkanaal uit 1906. Het eerste kanaal was circa 85 kilometer lang en werd aangelegd in vijf jaar tijd, bij het tweede was veel graafwerk machinaal verricht en bij laatste kanaal waren elektrisch bediende sluizen aangelegd, waartoe ter plaatse elektriciteit werd opgewekt.
Schuller tot Peursum leidde het bureau tot 1 augustus 1919. Hij werd opgevolgd door ir. J.C. Schaap, die op 1 september 1919 in dienst trad en in functie bleef tot het bureau in april 1923 werd opgeheven.

### Onteigeningen
Een van de eerste taken van het bureau was het voorbereiden van de onteigeningen. In 1907 was het opmeten in volle gang en werden de eerste piketpalen geslagen. Datzelfde jaar werden de plannen in de betrokken gemeenten ter visie gelegd, gevolgd door hoorzittingen waarin bezwaren konden worden toegelicht. In augustus 1908 ontving Schuller tot Peursum een brief waarin het ministerie er bezwaar tegen maakte dat schatters al benoemd werden voordat de onteigeningswet was aangenomen. Toen dat begin 1909 wel het geval was volgde een tweede ronde met tervisieleggingen en in mei 1910 was het overzicht van de te onteigenen percelen klaar. Ze besloegen in totaal 675 hectare waarvan 70 hectare kosteloos werd afgestaan door de betrokken gemeenten. De andere 605 hectare lagen verdeeld over zo'n 2200 percelen die eigendom waren van in totaal 900 personen.
De onteigeningen liepen vertragingen op door meerdere oorzaken. Een daarvan was dat de gemeente Eindhoven in 1911 een nieuwe vergeefse poging deed het tracé meer zuidelijk te laten verlopen. De minister was gedwongen die suggestie te onderzoeken, waarop de onteigeningen in het oostelijk deel van het traject tijdelijk werden stopgezet. Een ander probleem was dat de taxateurs de waardestijging van de percelen meenamen. De inspectie accepteerde dat niet omdat de onteigeningswet dat verbood. Uiteindelijk hakte minister Regout in 1911 de knoop door. Om verdere vertraging te voorkomen bepaalde hij dat de te hoge taxaties alsnog geaccepteerd werden. De onteigeningen kwamen daardoor in een versnelling en vrijwel alle percelen werden in der minne aangekocht. Slechts in 25 gevallen volgde een gerechtelijke procedure en uiteindelijk kostte het vier jaar om deze af te ronden. De totale kosten van de onteigening kwamen uit op bijna 1,2 miljoen gulden.

### Sluizen
De sluizen van het Wilhelminakanaal zijn ontworpen door Schuller tot Peursum. Hij gebruikte daarbij gewapend beton alleen in de funderingen; op andere plaatsen bleef hij trouw aan het traditionele metselwerk. Schuller koos voor bajonetsluizen, wat inhoudt dat het schip dat als eerste de sluiskolk binnen vaart ook weer als eerste de sluis verlaat. De omvang van de schutkolken stemde hij af op het toen gangbare type binnenvaartschip, de Kempenaar, dat maximaal 60 meter lang en 6,6 meter breed is. Om het grote verval bij Oosterhout en Tilburg op te vangen rustte hij sluis I en III uit met twee schutkolken die via een tussensluishoofd met elkaar in verbinding stonden en zo een dubbele schuthoogte konden overbruggen.
Op de sluisterreinen was een elektriciteitsvoorziening nodig omdat de gemalen – overeenkomstig het geüpdate plan-Bake uit 1903 – uitgerust moesten worden met elektromotoren. Schuller legde contractueel vast dat de elektriciteit zou worden geleverd door de in aanbouw zijnde Dongecentrale te Geertruidenberg. Hij besloot maximaal gebruik te maken van die krachtbron en elektrificeerde ook de bediening van de sluisdeuren evenals die van het omloopriool dat diende voor het vullen en ledigen van de kolken en voor de voeding van het kanaal. De gebouwen, de terreinen en de seinen voor de scheepvaart kregen elektrische verlichting.

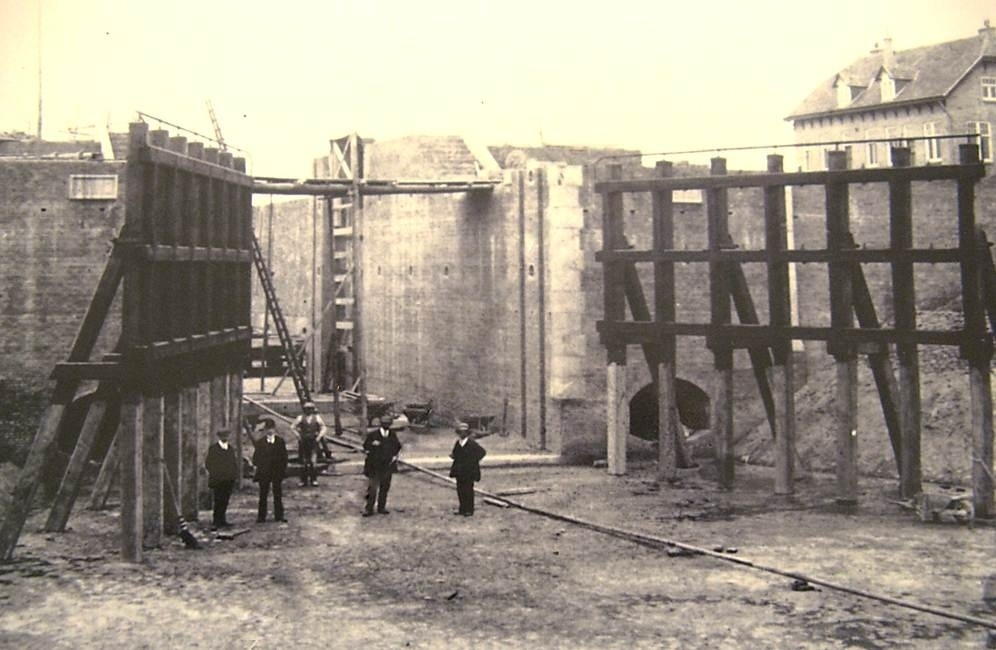
Benedenhoofd van Sluis I in aanbouw, met rechts het omloopriool voor het vullen en ledigen van de kolken en voor de voeding van het kanaal. Foto circa 1914.
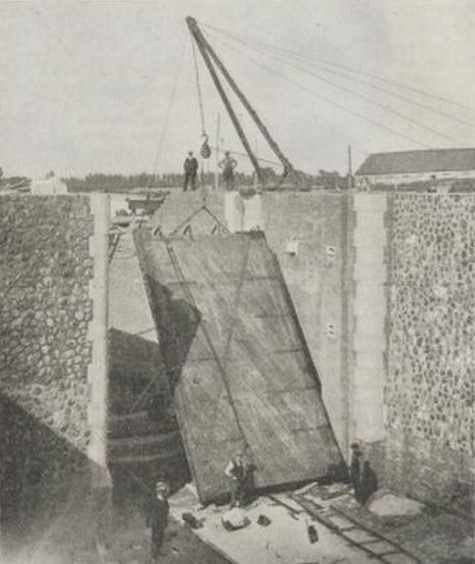
Een deur wordt ingehangen in het benedenhoofd van Sluis I. Foto circa 1914.
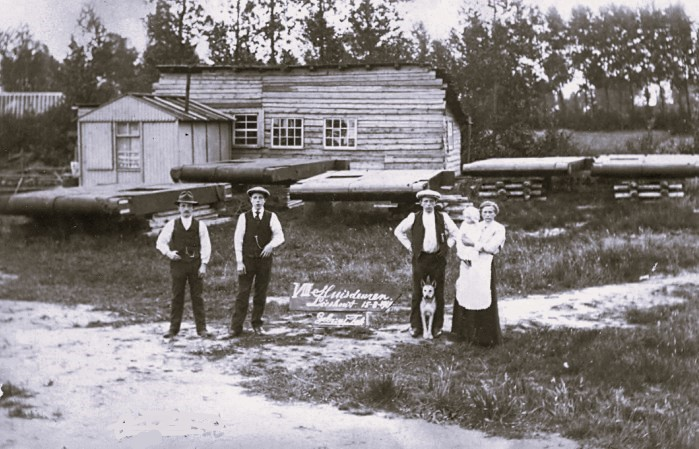
De houten puntdeuren van Sluis V zijn ter plekke vervaardigd en liggen klaar om ingehangen te worden. Foto 1919.

### Gemalen

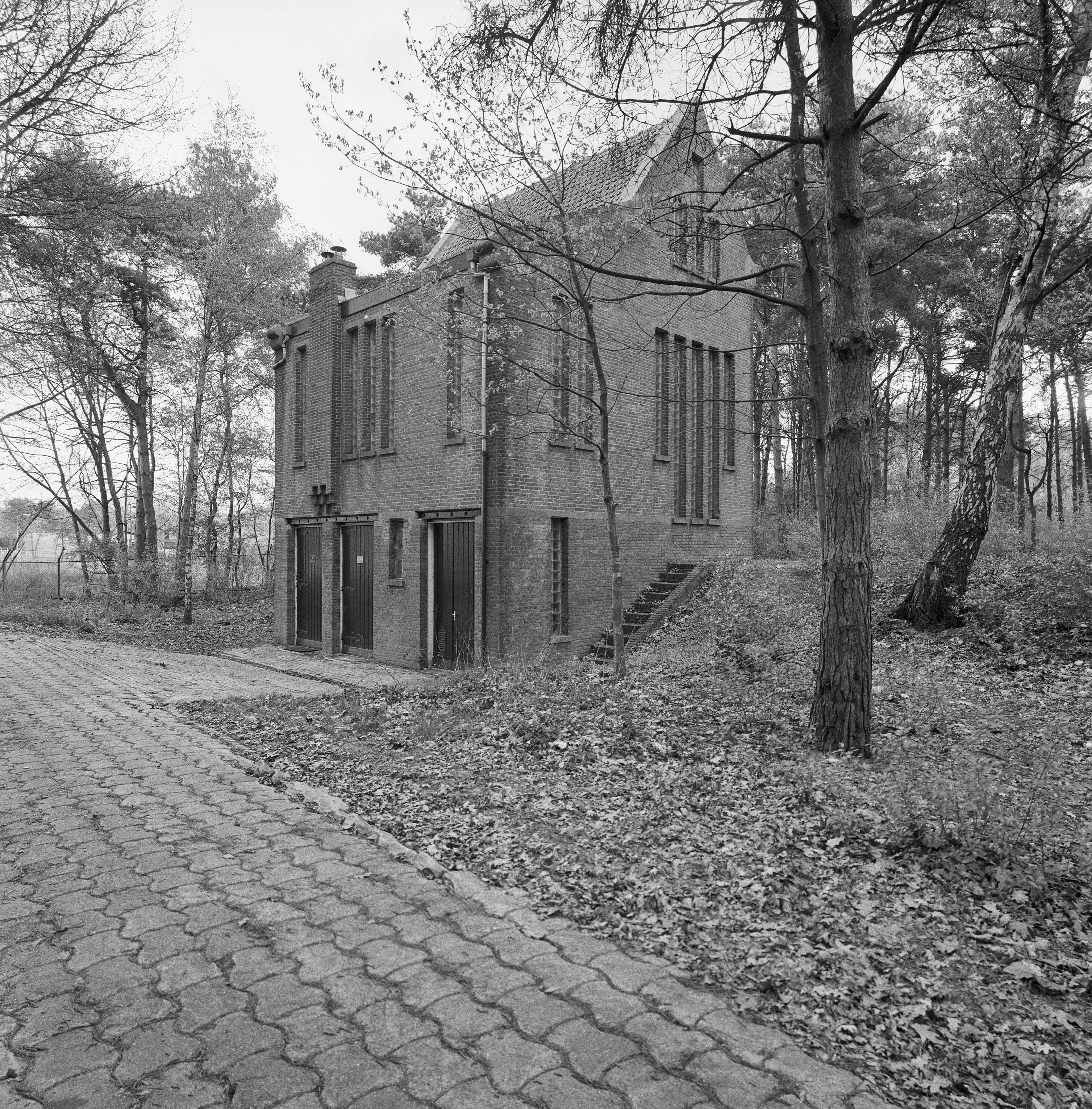
Gemaal III te Tilburg. Het gemaal is na de bouw in 1917 niet gewijzigd en is sinds 2002 een rijksmonument. Foto 1996.

Bij elk van de sluizen I tot en met IV was in de plannen een gemaal voorzien, dat er in geval van watertekort voor moest zorgen dat het water in het hoger gelegen pand op peil bleef. De vrijwel identieke gemalen werden ontworpen door ingenieursbureau J. Van Hasselt & De Koning; zowel de gebouwen als de daarin te plaatsen installaties. De gebouwen kregen een betonnen pompkelder, met daarin twee liggende centrifugaalpompen van Machinefabriek Jaffa, direct aangedreven door draaistroom-elektromotoren van Smit Slikkerveer. Deze werden verticaal opgesteld in de op de begane grond gelegen machineruimte. In de tussenvloer boven de machineruimte werden de door Heemaf vervaardigde schakelkasten en transformatoren geplaatst. De gemalen werden gebouwd in de buurt van de schutsluizen aan het benedenpand van het kanaal. Het water dat uit het lage pand was opgepompt werd via een lange persleiding geloosd op het hoge pand.

### Duikers
De grondduikers in het kanaal, waar de kruisende riviertjes doorheen konden lopen, werden door Schuller geheel ontworpen van gewapend beton. Ze werden zodanig aangelegd dat ze bochten afsneden, opdat de riviertjes tijdens de bouw hun oude loop konden blijven volgen. Twee belangrijke duikers waren die onder de Donge en de Dommel. De Dongeduiker was de eerste die ontworpen werd en waarmee ervaring werd opgedaan. De duiker kreeg een doorstromingsprofiel van 5,21 m2. De constructie bestond uit een horizontale betonnen koker op een diepte van 2,50 meter beneden de kanaalbodem met daarop een ellipsvormig gewelf. De koker was 44 meter lang, 5,40 meter breed en 0,50 meter hoog; het gewelf was 1,80 meter hoog.
De Dommelduiker – door vele ingenieurs van Rijkswaterstaat aanvankelijk voor onmogelijk gehouden – was een van de laatste duikers die werd aangelegd. Deze duiker kreeg een voetplaat van 60 meter lengte en 26 meter breedte die werd gestort op een diepte van 4,50 meter beneden de kanaalbodem. Hierop werden vijf gewelfde doorstroomopeningen gebouwd met een hoogte van 2,45 meter en een breedte van 4,20 meter. Bij de bouw werd 250 ton betonijzer en 1500 m3 beton verwerkt. De duiker werd voltooid in oktober 1919, enkele maanden na het vertrek van Schuller.

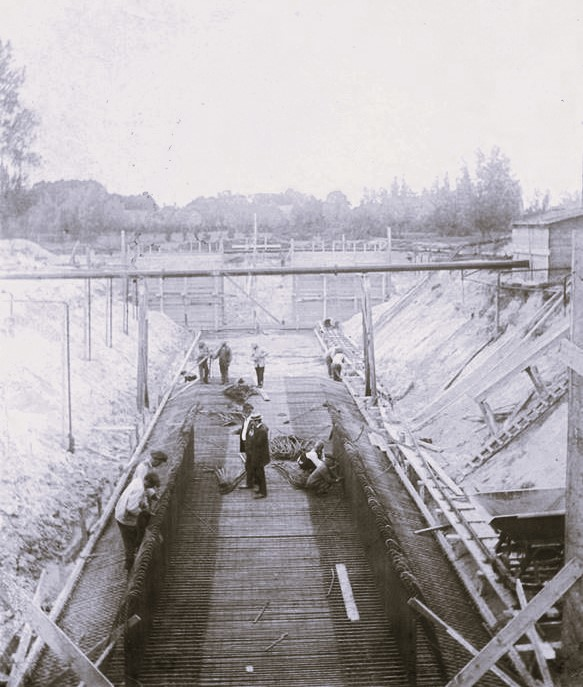
Aanleg van de wapening van de Dongeduiker. Foto circa 1913.
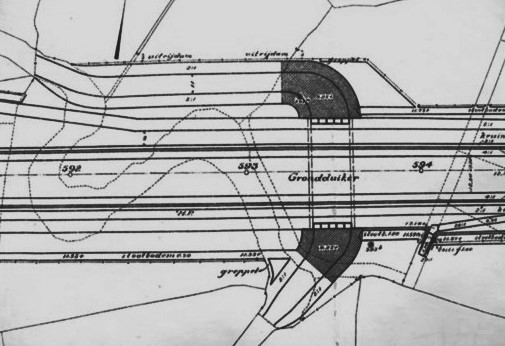
Ontwerp van de Dommelduiker. De duiker werd aangelegd naast de rivier die zo tijdens de werkzaamheden kon blijven stromen.
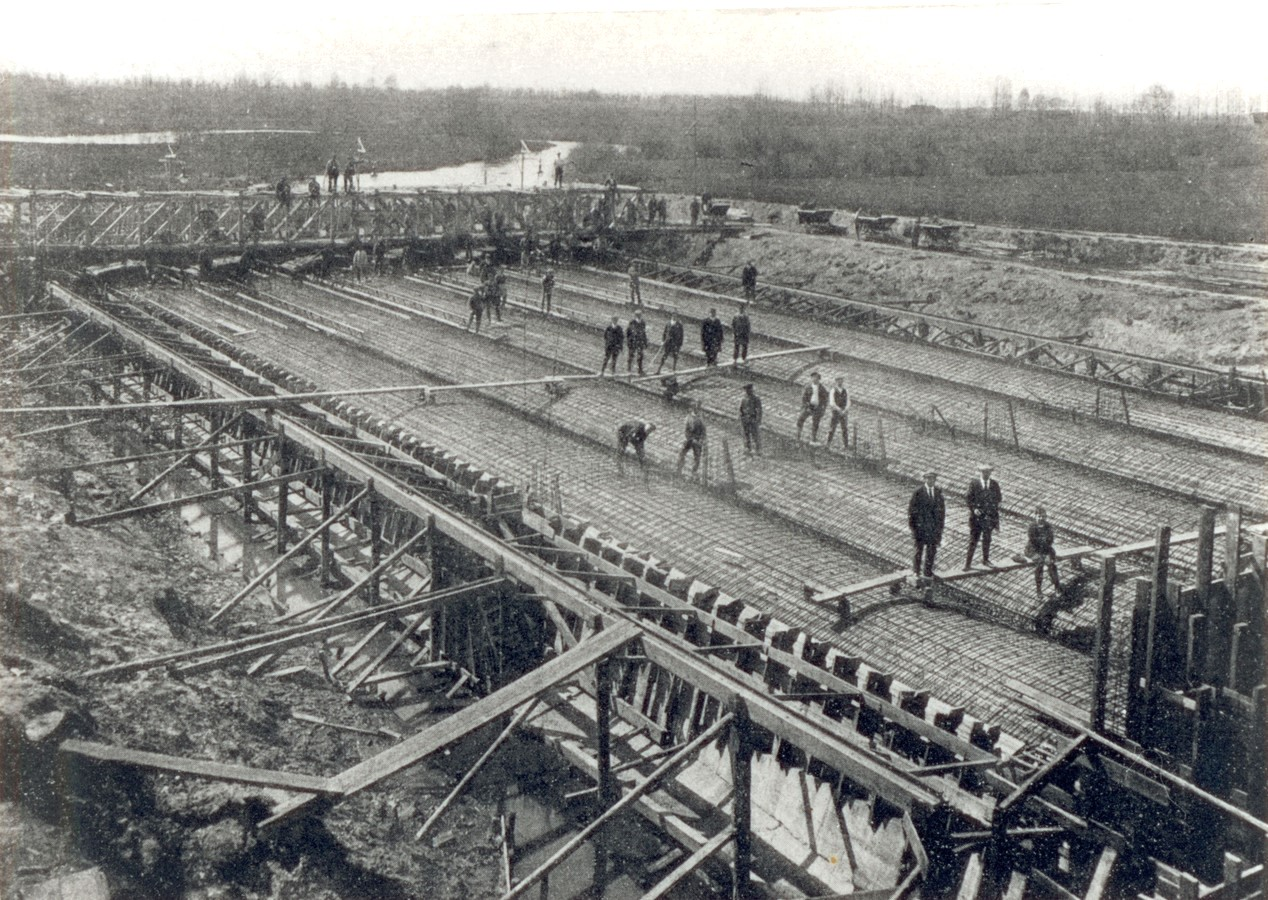
Het wapeningsijzer van de vijf gewelven van de Dommelduiker is gesteld en het betonstorten kan beginnen. Foto april/mei 1919.

### Bruggen
Schuller tot Peursum paste vier brugmodellen toe, waarbij de keuze voor een bepaald model vooral functioneel van aard was. Waar mogelijk koos hij voor ingeklemde boogbruggen van gewapend beton vanwege het sierlijke effect van deze lichte bruggen in het landschap. Het waren zuivere boogbruggen, wat betekent dat het rijdek boven de bogen lag. Voor doorgaande wegen en wegen waarover een tram reed ontwierp Schuller met de hand bediende draaibruggen met een sobere, functionele vormgeving. In secundaire wegen liet hij ophaalbruggen bouwen. Deze bruggen hadden eveneens handbediening en kregen een herkenbare uitvoering in staal, met een houten wegdek. De spoorbruggen bij Tilburg en Best liet Schuller uitvoeren als stalen vakwerkbruggen. De spoorbrug in Tilburg kreeg vier bovenbouwen en die in Best twee. Bij de in Tilburg uit te voeren spoorwegwerkzaamheden behoorden ook vier viaducten. In Best werd een stalen vakwerkbrug gebouwd in de doorgaande weg ’s-Hertogenbosch-Eindhoven en in de verbinding met de Bestse Heide. De achterliggende reden om hier af te wijken van het model betonnen boogbrug is niet bekend.
Bij de eerst gebouwde boogbruggen, in het kanaal naar de Mark en in de panden I en II, ontstonden scheuren in de kolommen waarop het rijdek rustte en in de landhoofden. Schuller probeerde het probleem op te lossen door de wapening aan te passen en landhoofden en rijvloer in een keer te storten. Dit bleek niet afdoende, waarna bij de laatste bruggen schotten werden toegepast in plaats van kolommen.

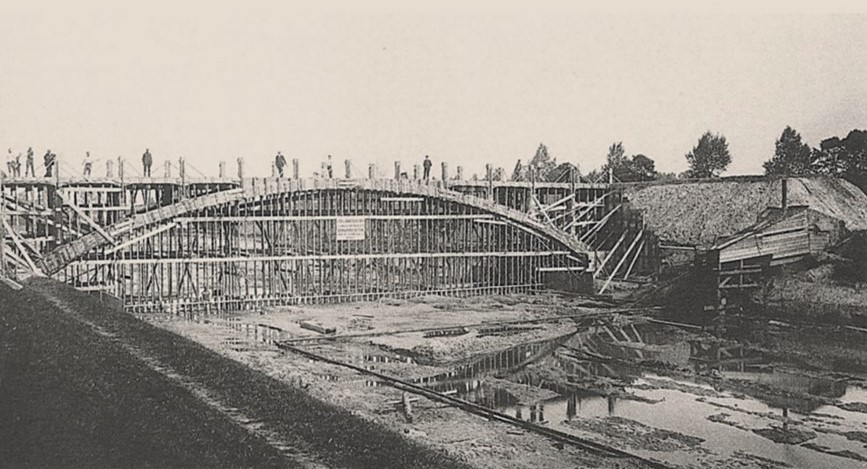
Een boogbrug in opbouw bij Oosterhout. Foto 1910.
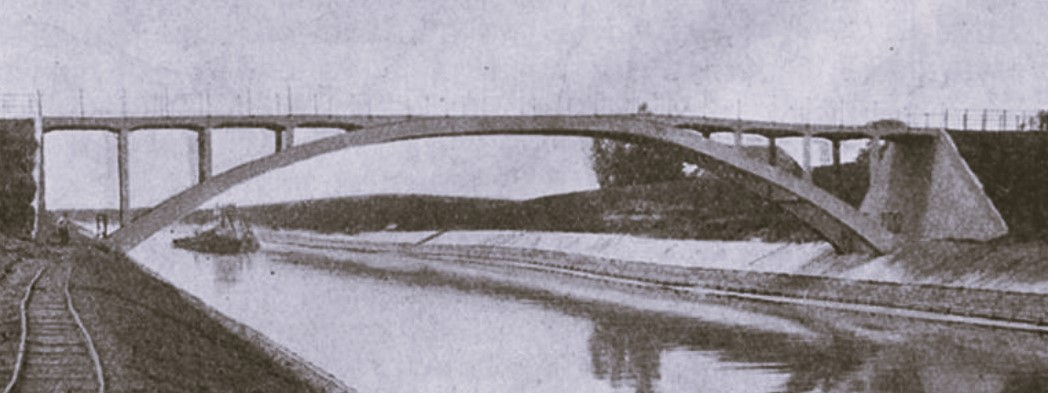
Boogbrug over het kanaal naar de Mark onder Oosterhout. Bij deze boogbrug rust het rijdek op kolommen. Foto circa 1910
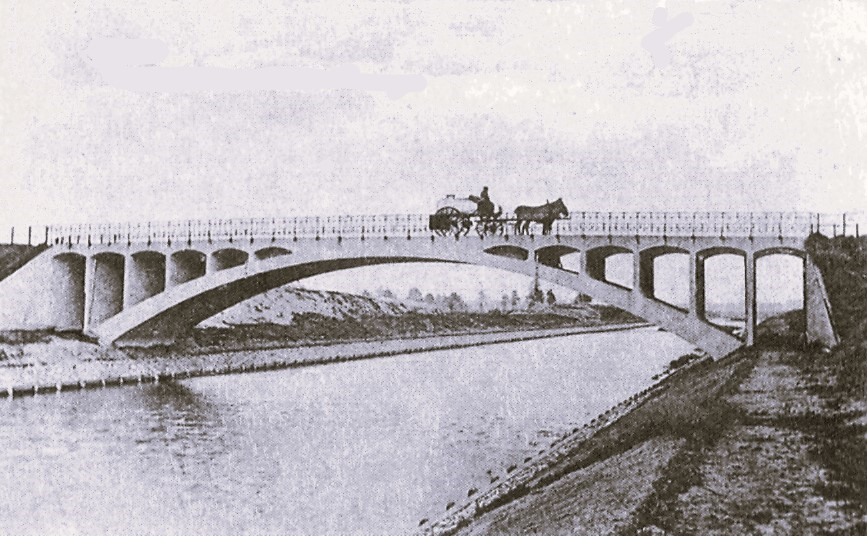
Boogbrug bij de Deense Hoek te Lieshout. Bij deze uitvoering rust het rijdek op schotten. Uiterst links en rechts is het jaagpad zichtbaar. Foto circa 1925.

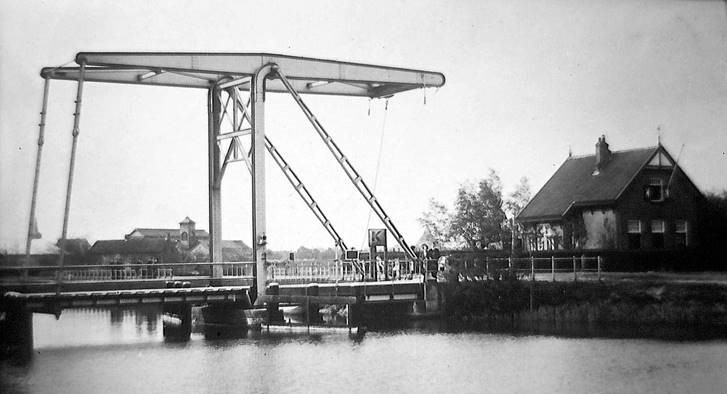
De Broeksche ophaalbrug in het Wilhelminakanaal te Dongen. Op de achtergrond de bedrijfsgebouwen bij de loswal. Foto 1916.
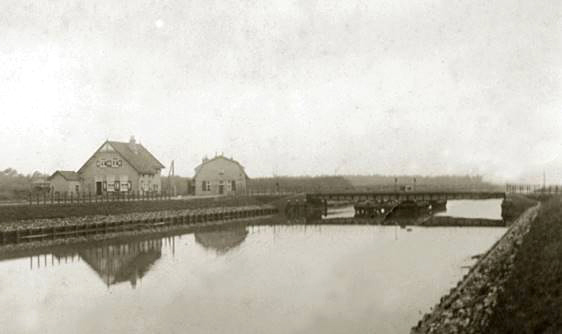
Rijense draaibrug in het Wilhelminakanaal te Dongen. Gefotografeerd met brugwachtershuis en een café. Foto circa 1916.
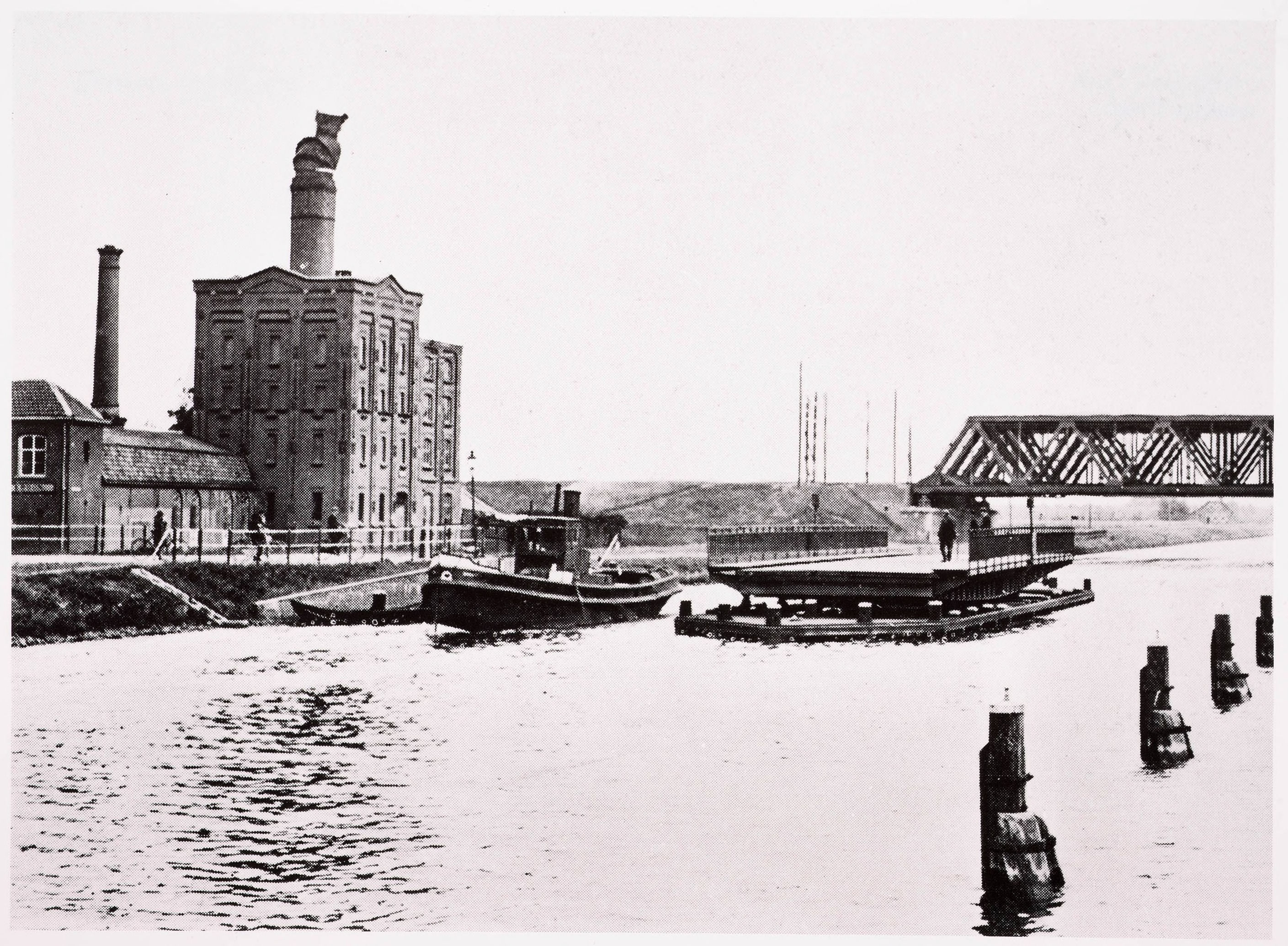
Een geopende draaibrug in het Wilhelminakanaal te Tilburg met op de achtergrond de spoorbrug over het kanaal. Foto 1928.

### Graafwerk
Het graafwerk voor het Wilhelminakanaal inclusief het aanleggen van dijken, beschoeiingen en bermsloten, werd deels machinaal en deels handmatig gedaan. Een belangrijke machine bij het graven was de excavateur, een graafmachine met stoomaandrijving. Een excavateur met een graafladder van 4,5 meter lengte kon per dag – met de 11-urige werkdag van die tijd – ongeveer 2000 m3 grond ontgraven. Ter vergelijking: een grondwerker groef handmatig per dag 4 à 5 m3 af. Een andere machine was de stoomlocomotief, die gebruikt werd om kiepkarren met uitgegraven grond te transporteren van plaatsen waar grond voor de dijkaanleg over was, naar waar er een tekort aan was. Dat was bijvoorbeeld het geval op gedeelten waar het kanaal gedeeltelijk boven het maaiveld kwam te liggen waardoor er daar extra hoge dijken nodig waren. Beide machines stonden tijdens de laatste jaren van de Eerste Wereldoorlog van tijd tot tijd stil bij gebrek aan steenkool. Dat leidde tot vertragingen en extra kosten omdat meer werk handmatig moest worden verricht.

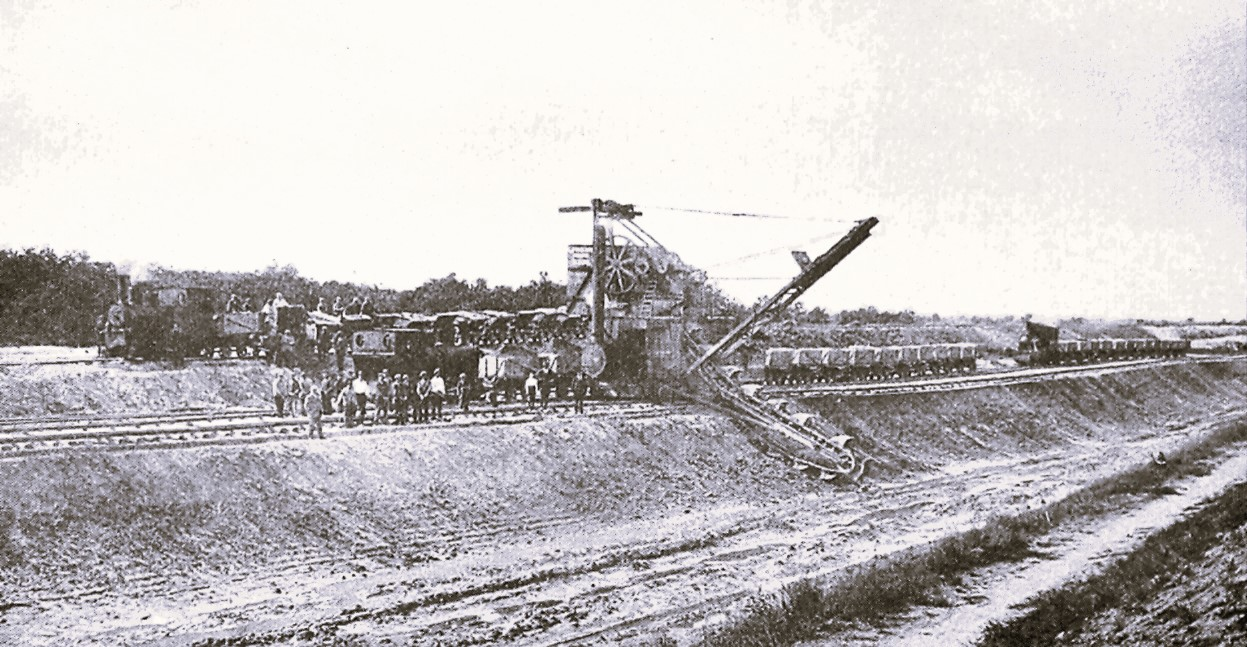
Excavateur aan het werk aan het Wilhelminakanaal te Son. Links erachter de stoomlocomotief. Foto 1919.
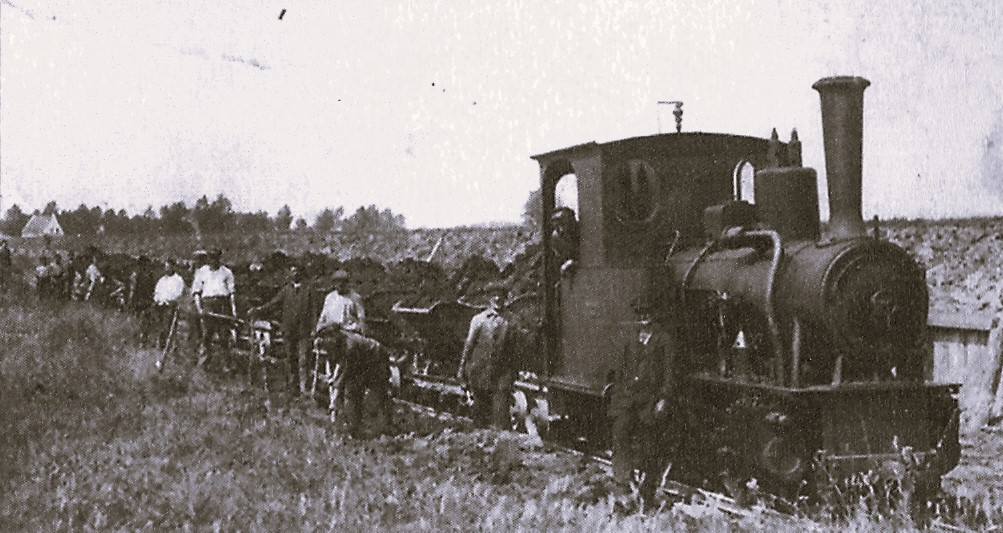
Stoomlocomotief met kiepwagens bij de aanleg van het kanaal te Haghorst. Foto 1922.
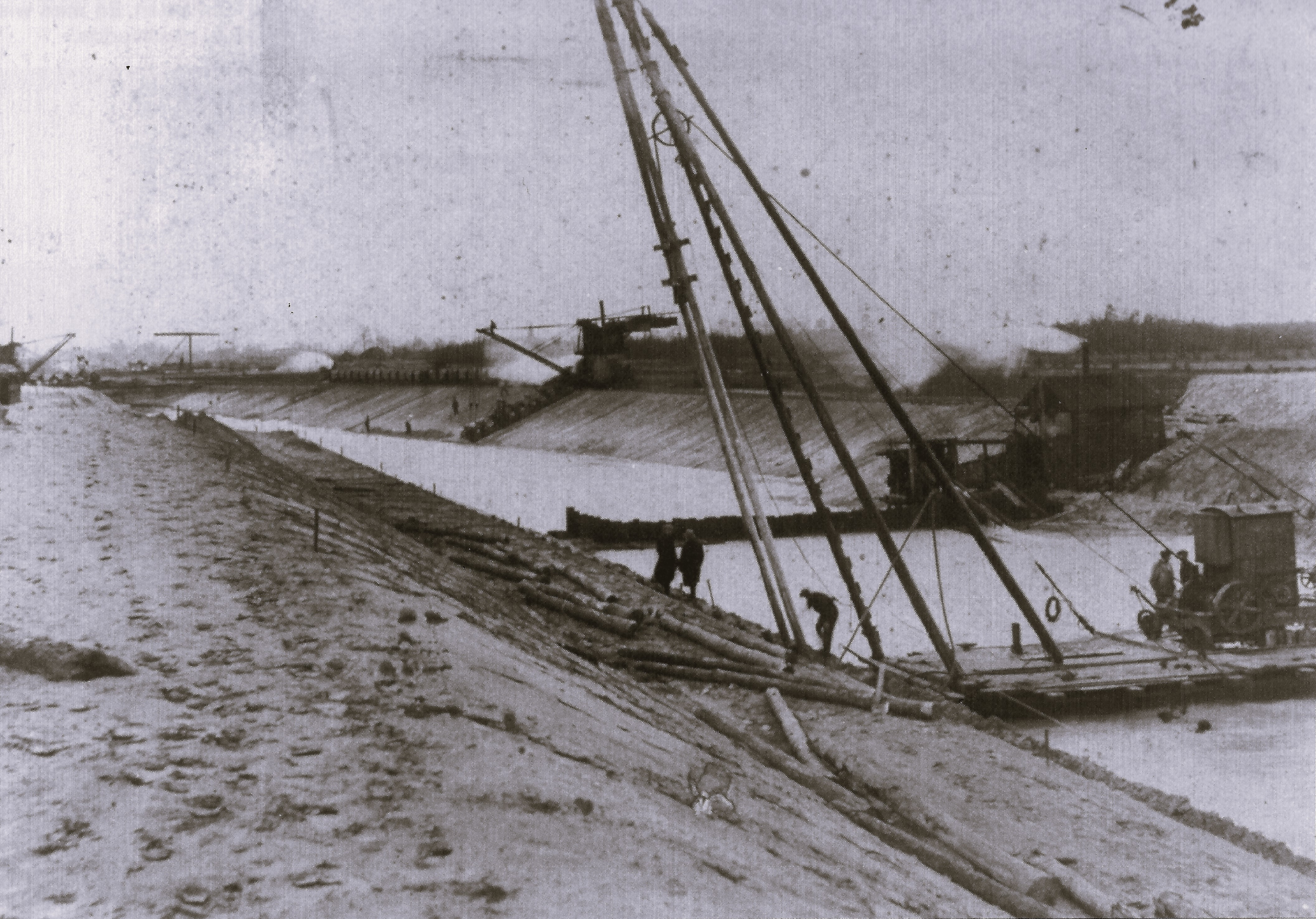
Werkzaamheden bij Haghorst. Vrnl een heibok, een keerdam, een excavateur, een stoomtrein, een ophaalbrug en een tweede graafmachine. Foto 1922.

Voor het handmatige grondwerk zetten de aannemers voornamelijk polderjongens in, losse arbeiders die zich als groep verhuurden en van project naar project trokken. Vooral als er geen steenkool was en de machines stilstonden waren er honderden polderwerkers nodig van wie er veel uit het westelijk deel van Noord-Brabant kwamen. Ze woonden tijdens hun werk in keten naast het kanaal. Hun overmatig drankgebruik leidde vaak tot overlast. Dat was onder meer het geval in Lieshout, waar veertien keten stonden waarin circa 300 polderjongens gehuisvest waren. In die gemeente liep het in 1918 zo uit de hand dat de veldwachters hun vuurwapens moesten gebruiken, wat voor de burgemeester aanleiding was om politieversterking aan te vragen. Ook de burgemeester van Son zag zich in 1918 genoodzaakt politieversterking in te roepen wegens wangedrag van dronken en ontevreden polderjongens. Polderjongens waren overigens niet de enigen die graaf- en sjouwwerk verrichtten; veel boeren die in de buurt van het kanaal woonden boden zich in de winter aan om zo wat bij te verdienen. Als de machines stil stonden wegens een tekort aan steenkool werden soms ook werklozen ingezet.

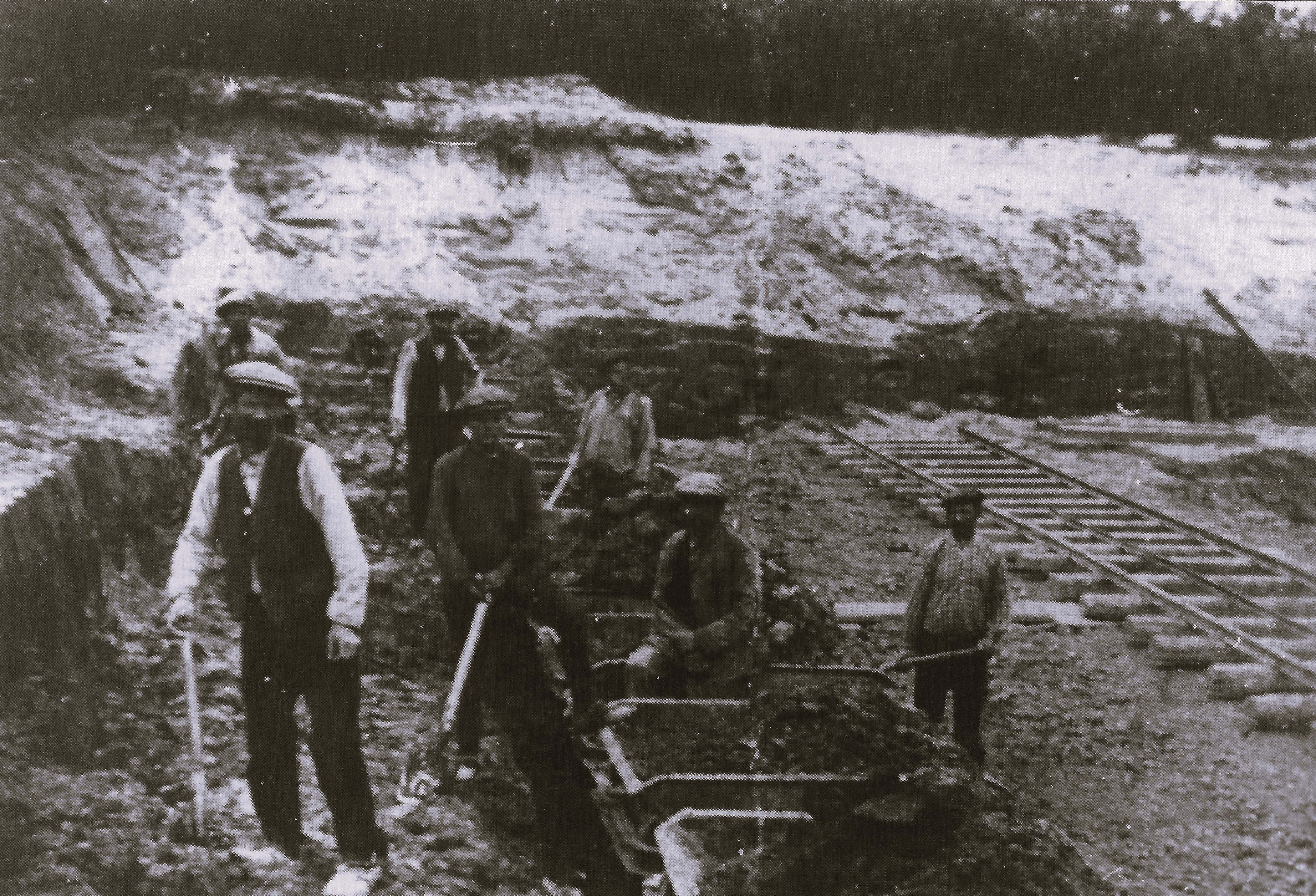
Polderjongens bij Oosterhout. Tweehonderd steken en de kiepkar is vol. Foto 1912.
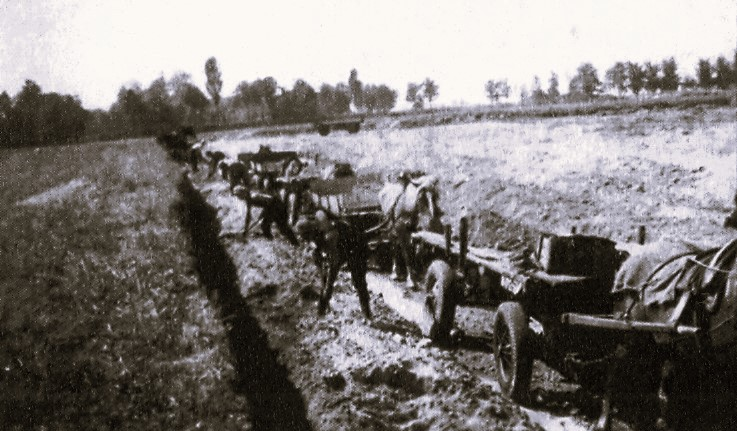
Boeren graven in de breedte het kanaal uit bij Haghorst. Foto circa 1920.
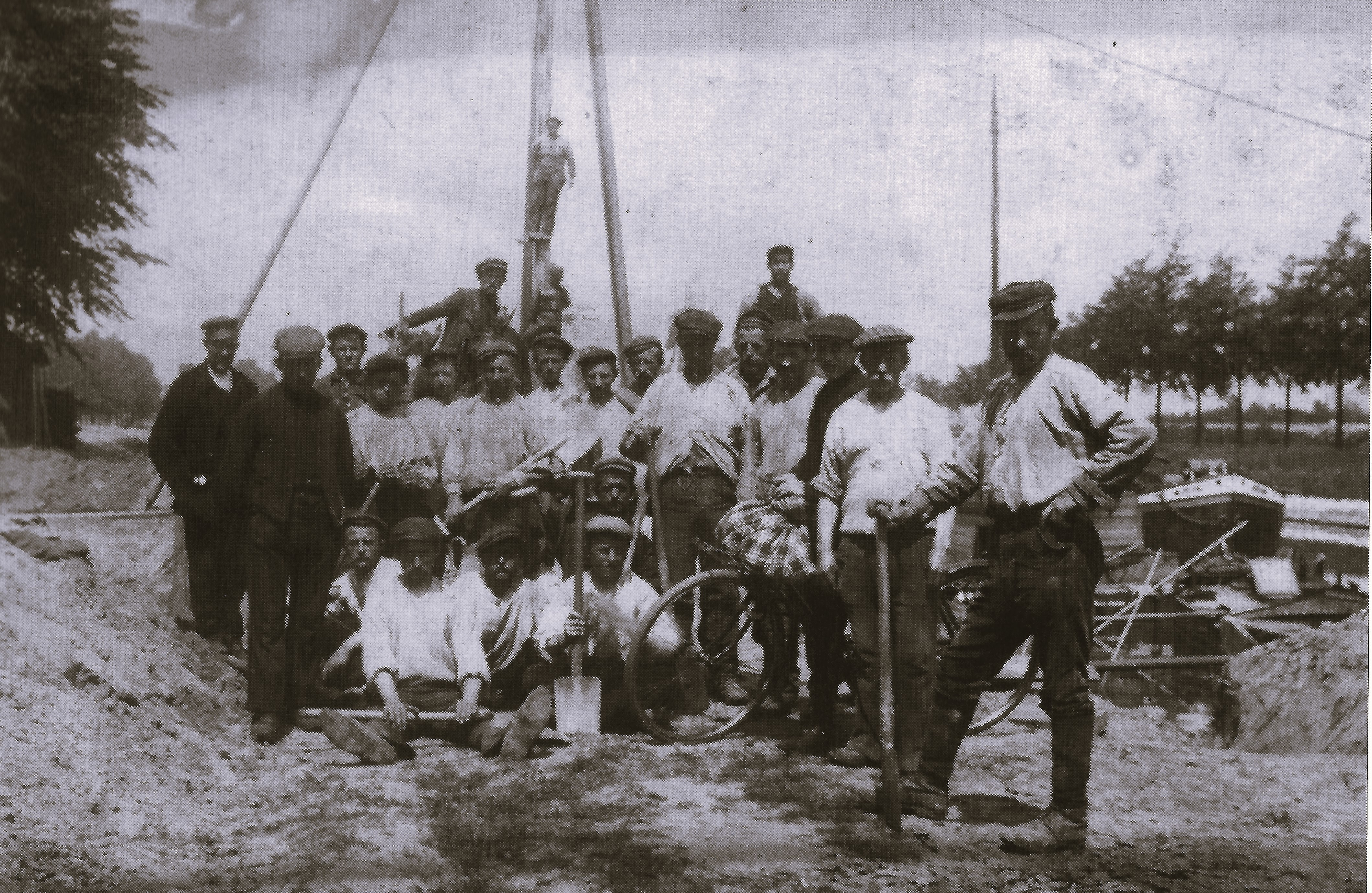
Polderjongens bij de Goorloopduiker op de grens van Aarle-Rixtel en Lieshout. Foto 1920.

### Traject Amer–Tilburg

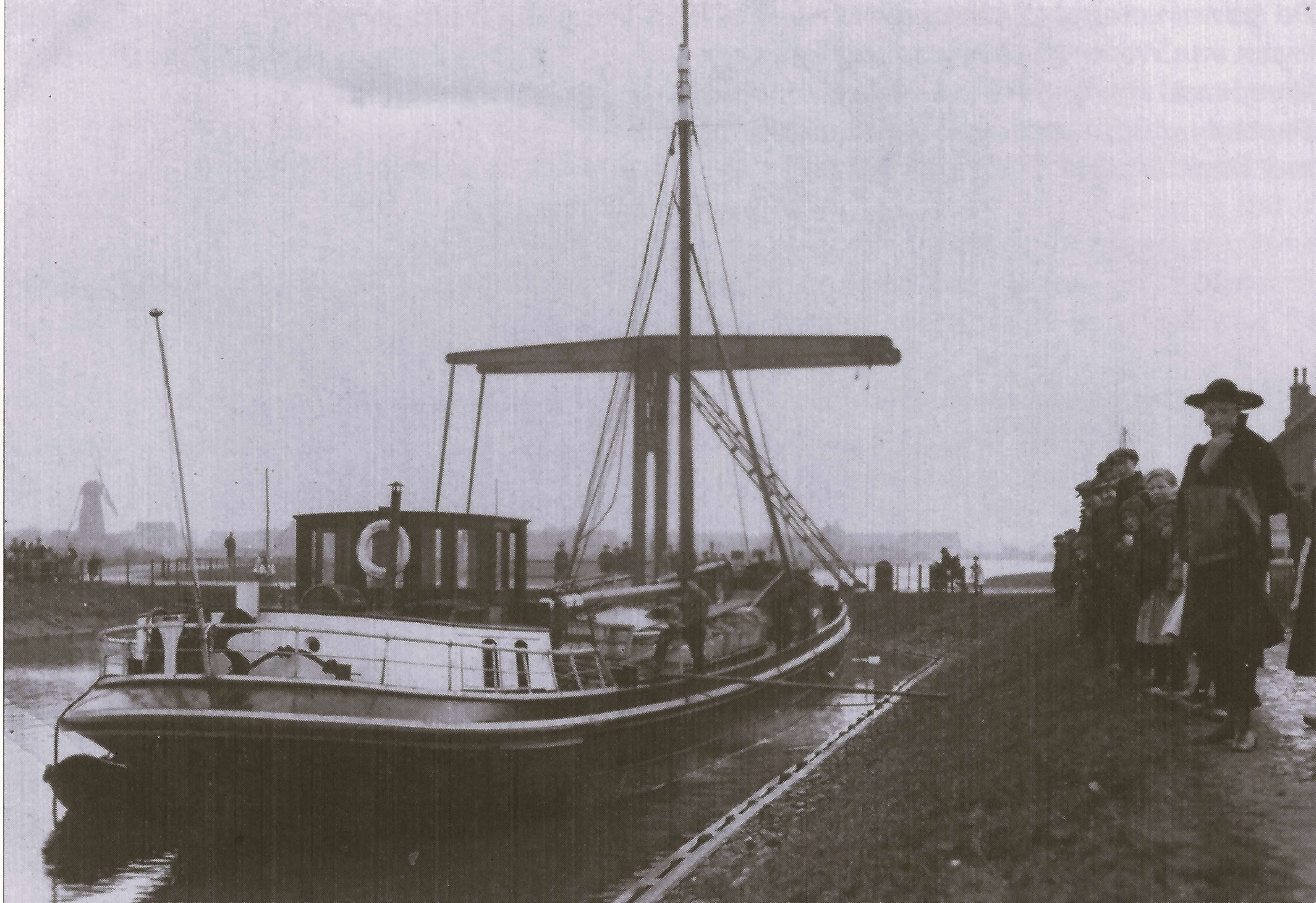
De loswal Lijnsheike in Tilburg medio februari 1919. De eerste schepen die Tilburg over het Wilhelminakanaal bereiken zijn afgemeerd en trekken veel bekijks.

Het Bureau Aanleg Wilhelminakanaal had het werk aan het kanaal verdeeld over honderden bestekken waarop aannemers konden inschrijven. Hoewel ook lokale aannemers een bestek wisten binnen te halen trok een tiental gespecialiseerde landelijke aannemers en bouwmaatschappijen grote secties van het kanaal naar zich toe. Tijdens de werkzaamheden kregen de aannemers meerdere malen verlenging van de einddatum en verhoging van de aanneemsom vanwege de geleden oorlogsschade. Deze schade werd veroorzaakt door lange levertijden en prijsverhogingen van steenkool, ijzer, hardsteen en hout.
Om Tilburg zo snel mogelijk over water bereikbaar te maken werd besloten eerst de panden I tot en met III vanuit de Amer naar Tilburg aan te leggen en pas in tweede instantie de panden IV en V van Tilburg naar de Zuid-Willemsvaart. Op 8 december 1909 werd het eerste werk aanbesteed. Het betrof het baggeren van een vaargeul van 2,5 kilometer in de Donge en het graven van pand I van het hoofdkanaal. De daadwerkelijke aanleg van het kanaal begon in 1910 met het op de gewenste diepte brengen van de Donge. Het werk verliep voorspoedig en op 15 mei 1912 kon Oosterhout vanaf de Amer over het Wilheminakanaal bereikt worden.
Op 15 oktober 1913 vond de aanbesteding plaats van het graven van het 6 kilometer lange kanaal naar de Mark, het uitdiepen van de Mark en bijbehorende werken als de schutsluis en de bruggen. Vanaf 4 oktober 1915 kon op het kanaal naar de Mark en op de Mark zelf gevaren worden waardoor Breda bereikbaar was voor de scheepvaart.
In het hoofdkanaal werd in de loop van 1914 sluis I gebouwd en werd een aanvang gemaakt met het graven aan pand II. Een jaar later volgden het graafwerk aan pand III en het aanleggen van de sluizen II en III inclusief de andere kunstwerken. In 1916 bereikte het door gemaal I uit de Amer opgepompte water Dongen waarmee die plaats over het kanaal bereikbaar was. In 1918 liep de voortgang vertragingen op door tekorten aan steenkool voor de machines, maar op 14 februari 1919 kon ook de loswal aan het Lijnsheike te Tilburg worden aangesloten op het kanaal.
Het kanaaltraject Amer-Tilburg werd op 28 april 1919 officieel geopend. De genodigden – onder wie de opperbevelhebber van land- en zeemacht, hoofdingenieurs van Rijkswaterstaat, Tilburgse notabelen en leden van de Eerste Kamer, Tweede Kamer en Provinciale Staten van Noord-Brabant – reisden per tram naar Oosterhout en voeren na de lunch op twee gepavoiseerde schepen onder het genot van sherry en port naar Tilburg. Onderweg werden de kunstwerken van het kanaal bezichtigd. Vanaf het Lijnsheike vervoerden dertig auto's de genodigden naar het stadhuis. Daar werd in toespraken gevierd dat Tilburg door de totstandkoming van het kanaal was verbonden met de grote vaarwegen van Nederland en met geheel Europa.

### Traject Zuid-Willemsvaart–Tilburg

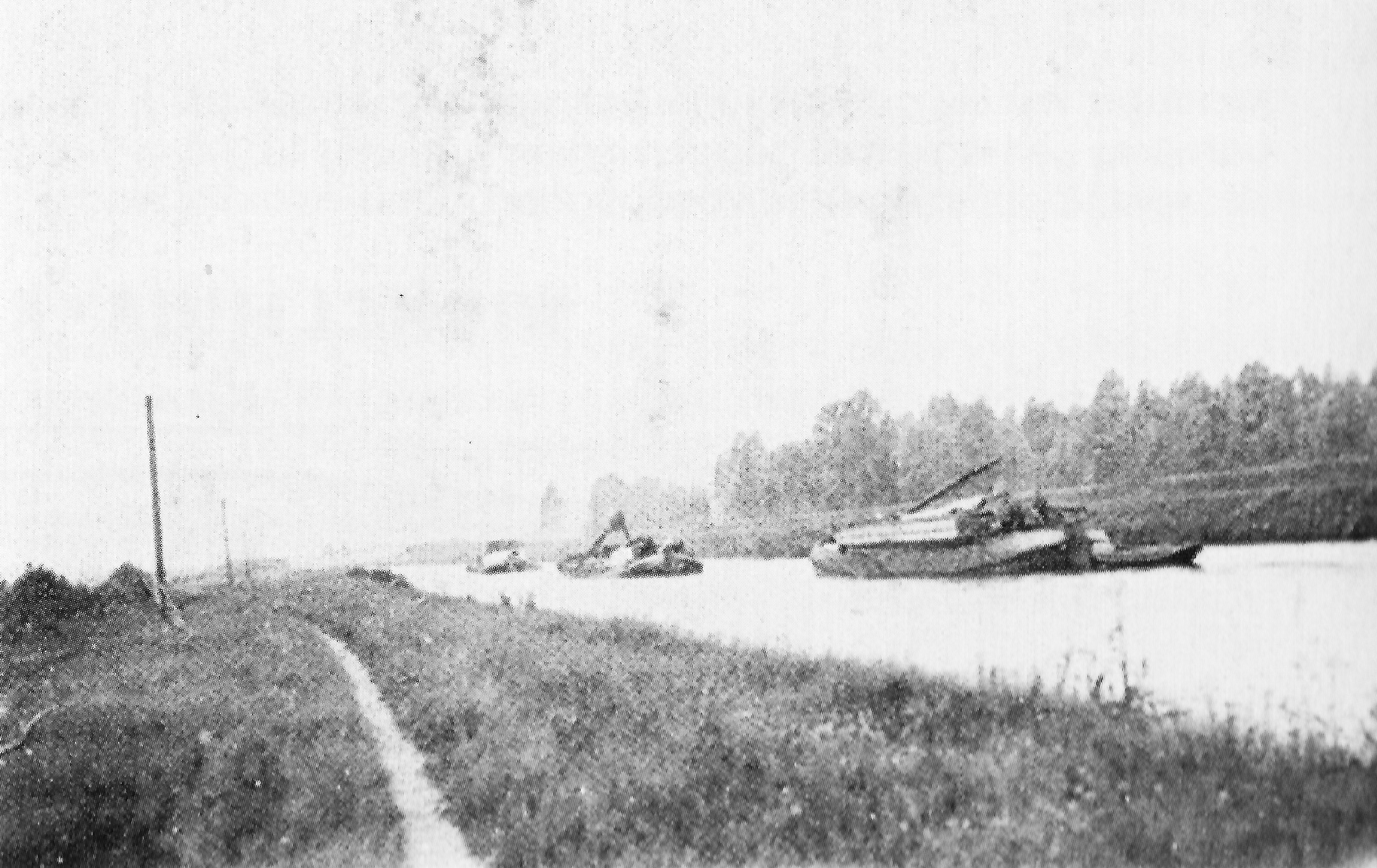
Op 15 januari 1921 voeren de eerste schepen vanuit de Zuid-Willemsvaart naar Lieshout om hun vrachten te lossen. Een motorschip sleepte twee vol beladen tjalken.

Eind 1915 begonnen de voorbereidingen voor de aanleg van het oostelijk deel van het kanaal. Op 22 december van dat jaar werd het eerste bestek aanbesteed: het maken van drie boogbruggen, twee grondduikers en een ophaalbrug in pand V onder Aarle-Rixtel. Het werk begon op 1 februari 1916 en werd voltooid op 28 oktober 1918. Inmiddels werd ook gewerkt aan de Dommelduiker die in oktober 1919 werd opgeleverd.
Met de aanleg van sluis V werd gestart op 1 juli 1916 en op 2 januari 1917 begonnen de graafwerkzaamheden in pand V, vanuit de ingang van het kanaal tussen sluis 6 en sluis 7 van de Zuid-Willemsvaart. Vanaf september in dat jaar stonden de excavateurs vaak stil door gebrek aan steenkool waardoor honderden polderjongens ingezet moesten worden. Begin 1921 was Lieshout vanaf de Zuid-Willemsvaart bereikbaar en een jaar later konden de schepen tot Son doorvaren.
Medio 1918 werd een begin gemaakt met de kanaalaanleg in pand IV dat liep van Tilburg naar Haghorst. Daarmee was sluis IV het laatste grote kunstwerk dat in uitvoering kwam. Het pand kwam in 1922 gereed, op het op diepte uitbaggeren na.

### Openstelling
Gedurende het jaar 1922 werd het kanaalgedeelte van Son tot voorbij Oirschot op diepte gebaggerd. Begin 1923 werd als laatste het kanaalgedeelte van Oirschot tot Tilburg voltooid. Ondertussen waren ook het zijkanaal en de haven in Tilburg gereed. De gemalen hadden hun opdracht vervuld en de voeding van het kanaal kon worden overgenomen door water uit de Zuid-Willemsvaart.
Het voltooide kanaal had een bodembreedte van 15 meter en was 25 meter breed aan de waterlijn met een waterdiepte van circa 2,5 meter. Het kanaal had 38 bruggen, 6 sluizen, 4 gemalen en 17 grondduikers. De gehele oever was versterkt met een houten beschoeiing. Aan beide zijden was het kanaal voorzien van jaagpaden van 2 meter breed. De uit het kanaal vrij gekomen grond was aan de oever verwerkt met als gevolg dat vrijwel het gehele kanaal, zowel het hoofdkanaal als het kanaal naar de Mark, was gelegen binnen kanaaldijken.
Op 30 maart 1923 inspecteerde de top van Rijks- en Provinciale Waterstaat per schip het traject vanaf de Zuid-Willemsvaart tot Tilburg. Alle ingenieurs die betrokken waren bij de aanleg waren daarbij aanwezig. Enkele dagen later, op woensdag 4 april 1923 om acht uur in de ochtend, werd het kanaal over de gehele lengte voor de scheepvaart opengesteld. In tegenstelling tot de gedeeltelijke openstelling in 1919 was deze algehele openstelling geen officiële gebeurtenis. Een aankondiging door de minister van Waterstaat op pagina 4 van de Nederlandsche staatscourant volstond. De totale aanleg had 28 miljoen gulden gekost, terwijl bij de indiening van de wet op 17 juni 1905 een bedrag van 7,5 miljoen gulden was geraamd.